# 10. Januar
Der 10. Januar (auch 10. Jänner) ist der 10. Tag des gregorianischen Kalenders, somit bleiben 355 Tage (in Schaltjahren 356 Tage) bis zum Jahresende.

## Ereignisse

### Politik und Weltgeschehen
- 49 v. Chr.: Gaius Iulius Caesar überschreitet – mit den Worten Alea iacta est – mit seinen Truppen den Rubikon und zieht Richtung Rom. Damit beginnt der Bürgerkrieg gegen seinen vorherigen Partner im ersten Triumvirat, Gnaeus Pompeius Magnus.
- 0069: Der römische Kaiser Galba adoptiert aus finanziellen Gründen Lucius Calpurnius Piso Frugi Licinianus als Mitkaiser und Nachfolger. Damit bringt er den ihn bislang unterstützenden Otho gegen sich auf, der sich selbst Hoffnungen auf die Nachfolge gemacht hat.
- 1072: Der normannische Herzog von Apulien, Robert Guiskard, erobert die sizilianische Stadt Palermo von den Arabern und macht seinen Bruder Roger zum Grafen von Sizilien.

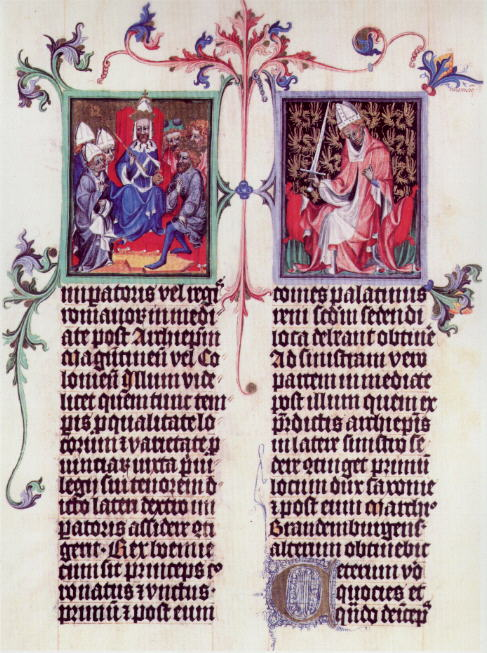
1356: Goldene Bulle

- 1356: Kaiser Karl IV. verkündet in Nürnberg die ersten 23 ausgearbeiteten Kapitel des Keiserlichen Rechtbuches. In dem später als Goldene Bulle bekannt gewordenen Dokument wird die Krönung der römisch-deutschen Könige und Kaiser geregelt, kurfürstliche Privilegien werden festgeschrieben.
- 1475: Ștefan cel Mare, der Woiwode des Fürstentums Moldau, schlägt mit seinen Mannen ein überlegenes, von Sultan Mehmed II. gegen ihn in Marsch gesetztes, osmanisches Heer bei Vaslui.
- 1645: Der seit 1640 in Gefangenschaft befindliche Erzbischof von Canterbury, William Laud, wird auf Grund einer Bill of Attainder, eines Urteils des englischen Parlaments, im Londoner Tower hingerichtet.

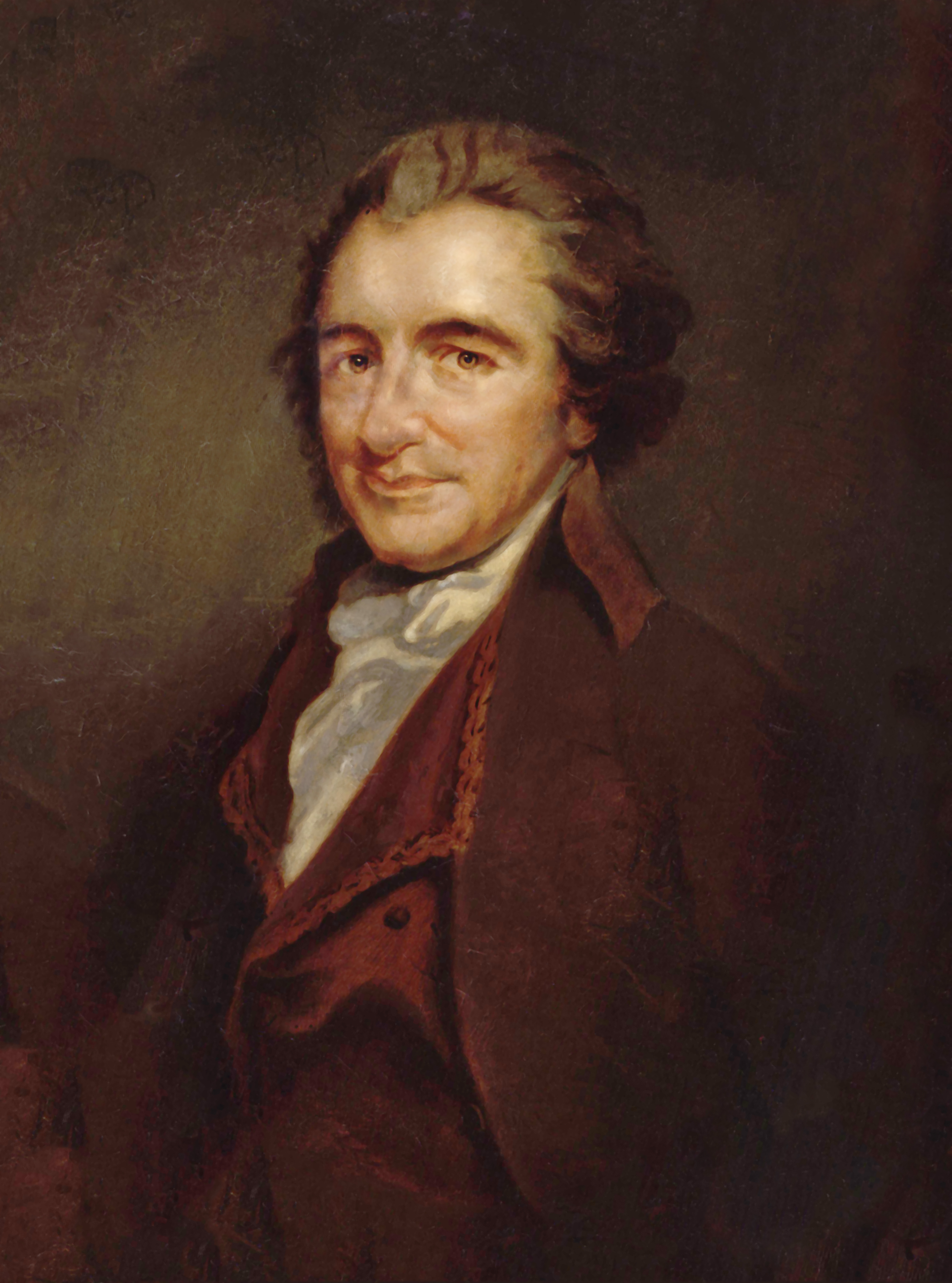
1776: Thomas Paine

- 1776: Während des Amerikanischen Unabhängigkeitskrieges veröffentlicht Thomas Paine das Pamphlet Common Sense, das Thomas Jeffersons Unabhängigkeitserklärung entscheidend beeinflussen wird. Unter anderem wird darin erstmals der Name Vereinigte Staaten von Amerika vorgeschlagen.

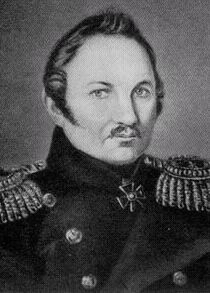
1821: Fabian Gottlieb von Bellingshausen

- 1821: Fabian Gottlieb von Bellingshausen, Admiral in russischen Diensten, entdeckt eine Insel im Südpolarmeer und benennt sie nach Zar Peter dem Großen Peter-I.-Insel.
- 1841: Die Verhaftung der Mitglieder des katholisch-konservativen Bünzer Komitees führt zu einem bewaffneten Aufstand im Freiamt im Schweizer Kanton Aargau.
- 1861: Florida tritt als dritter der Südstaaten aus den Vereinigten Staaten von Amerika aus. Genau einen Monat später tritt es den Konföderierten Staaten von Amerika bei.
- 1874: Bei der Reichstagswahl im Deutschen Kaiserreich erreichen die liberalen Parteien mehr als 50 % der Mandate.
- 1877: Bei der Reichstagswahl im Deutschen Kaiserreich gewinnen die konservativen Parteien und die Sozialdemokraten an Stimmen hinzu.
- 1915: Britische Kolonialtruppen besetzen die Insel Mafia vor der Küste Deutsch-Ostafrikas. Die vielfach unterlegenen Verteidiger der Schutztruppe strecken nach wenigen Stunden die Waffen.
- 1919: Der deutsche Publizist Eduard Stadtler hält während des sog. Spartakusaufstands in Berlin vor einer Versammlung der deutschen Großindustriellen und Verbandsvertreter einen Vortrag über den Bolschewismus als Weltgefahr. Diese finanzieren daraufhin mit nominal 500 Mio. Reichsmark den sog. Antibolschewistenfonds, mit dessen Geldern für Armee und Freikorps die deutschen Räterepubliken militärisch zerschlagen werden. In der Folge erstarken zudem nationalistische republikfeindliche Gruppen.
- 1919: Nach der Entwaffnung des Infanterie-Regiments Bremen Nr. 75 rufen KPD und USPD in Bremen die Räterepublik aus, die jedoch nur bis zum 4. Februar Bestand haben wird.

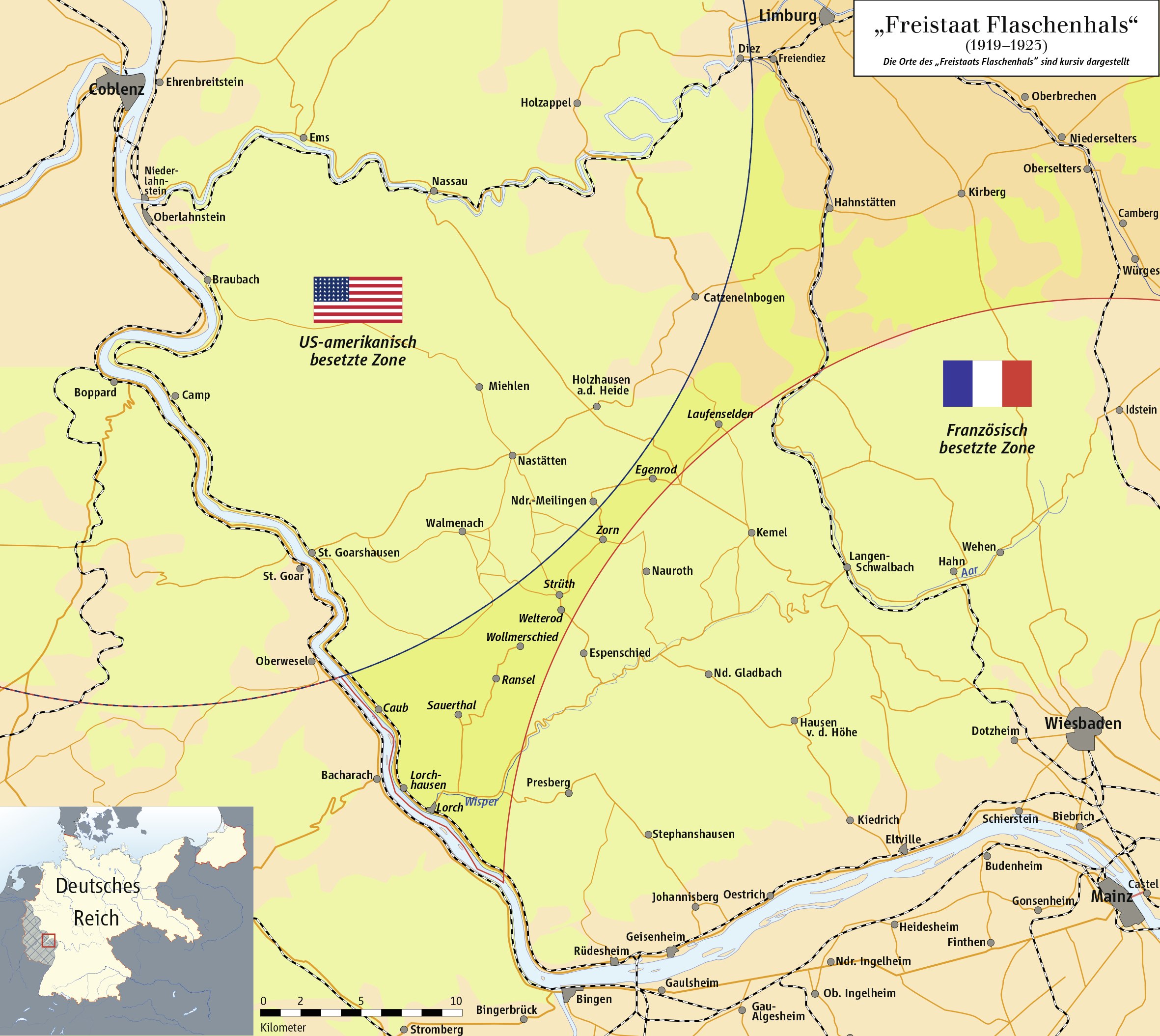
1919: Freistaat Flaschenhals, 1919–1923

- 1919: Durch einen Vermessungsfehler entsteht auf dem Gebiet der preußischen Provinz Hessen-Nassau zwischen den nach dem Ersten Weltkrieg von Frankreich und den USA besetzten Gebieten die Mikronation Freistaat Flaschenhals, die bis 1923 Bestand haben wird.
- 1920: Der in Versailles unterzeichnete Friedensvertrag tritt in Kraft. Dadurch wird auch der auf dem 14-Punkte-Programm von Woodrow Wilson basierende Völkerbund gegründet, der unter dem Eindruck des Ersten Weltkrieges das Ziel hat, den Frieden dauerhaft zu sichern.
- 1923: Litauische Freischärler marschieren in das französisch besetzte Memelland ein.

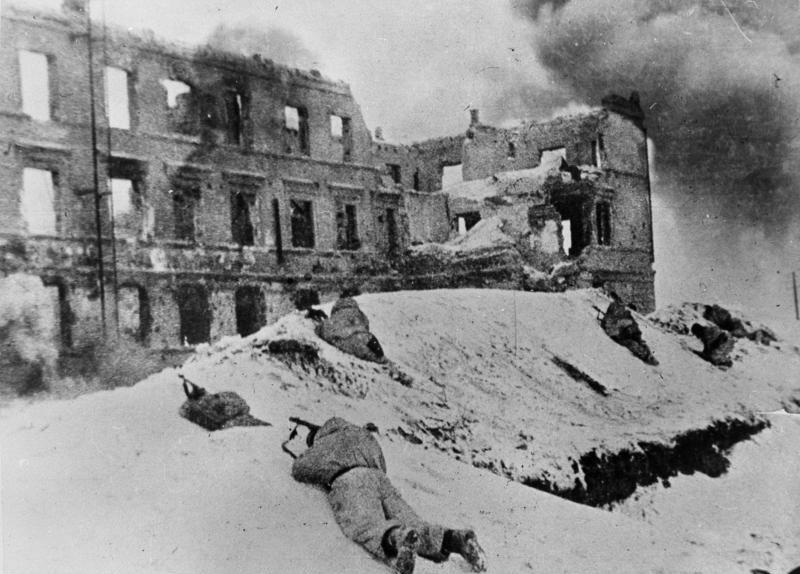
1943: Sowjetische Soldaten in Stalingrad

- 1943: Die Rote Armee beginnt im Verlauf der Schlacht von Stalingrad mit einer Großoffensive, die zur Zerschlagung der eingekesselten deutschen 6. Armee führen wird.
- 1946: In London findet die erste Generalversammlung der Vereinten Nationen statt. Dabei konstituiert sich unter anderem der UN-Wirtschafts- und Sozialrat.
- 1957: Harold Macmillan wird britischer Premierminister, nachdem Anthony Eden wegen der Sueskrise zurückgetreten ist.

1964: Flagge Panamas

- 1964: Als Folge des Flaggenstreits mit den USA und der Erschießung eines Studenten in der Panamakanalzone bricht Panama unter Präsident Roberto Francisco Chiari Remón die diplomatischen Beziehungen zu den USA ab, die erst am 3. April wieder aufgenommen werden.
- 1966: In Taschkent beenden unter Vermittlung des sowjetischen Ministerpräsidenten Alexei Nikolajewitsch Kossygin bei einer Konferenz Indiens Premierminister Lal Bahadur Shastri und Pakistans Präsident Muhammed Ayub Khan den Zweiten Indisch-Pakistanischen Krieg um Kaschmir mit einer weiteren Akzeptanz der Line of Control.
- 1972: Scheich Mujibur Rahman verkündet in Dhaka die Loslösung des formell bereits unabhängigen Bangladeschs von West-Pakistan und übernimmt die Regierungsbildung.

Flagge der Volksrepublik Kampuchea

- 1979: Die Volksrepublik Kampuchea wird gegründet, nachdem vietnamesische Truppen die Roten Khmer von der Macht vertrieben haben. Heng Samrin fungiert als neues Staatsoberhaupt.

- 1985: Der gewählte Daniel Ortega fungiert als neuer Präsident von Nicaragua. Weil die USA und andere Staaten das Wahlergebnis vom November 1984 jedoch nicht akzeptieren wollen, kommt es zu einer Unterstützung des Contra-Kriegs gegen die Regierung.
- 1989: Der Kubanische Militäreinsatz in Angola mündet nach dreizehnjähriger Präsenz in einen beginnenden gestaffelten Truppenabzug aus Angola.
- 2001: Die Staatspräsidenten Heydər Əliyev, Aserbaidschan und Wladimir Putin, Russland, vereinbaren politische, wirtschaftliche und militärische Zusammenarbeit.
- 2003: Nordkorea erklärt seinen Austritt aus dem Atomwaffensperrvertrag.

2005: Rauchverbot in Italien

- 2005: In Italien wird das Rauchverbot auf Räume in öffentlichen Gebäuden, Restaurants, Gaststätten, Bars, Cafés und Kneipen ausgeweitet.

### Wirtschaft
- 1840: Isaac Pitman bietet den ersten Fernunterricht an. Seine Schüler können per Post die von ihm erfundene britische Kurzschrift erlernen.

Strecke von 1863

- 1863: Die erste U-Bahn der Welt, die Metropolitan Railway in London, wird zwischen Farringdon und Paddington eröffnet. Die Linie ist heute Teil der London Underground.
- 1870: John D. Rockefeller reorganisiert als Mitinhaber eine Raffineriefirma in Cleveland, Ohio, und nennt das Unternehmen Standard Oil Company.
- 1901: Eine riesige Erdölfontäne schießt bei einer Bohrung im Rotary-Bohrverfahren am Spindletop Hill bei Beaumont in Texas in die Höhe, verdreifacht die US-Erdölförderung über Nacht und lässt die texanischen Mineralölunternehmen (unter anderem Texaco) entstehen.
- 1925: Das autonome Saargebiet muss eine Zollunion mit Frankreich eingehen.

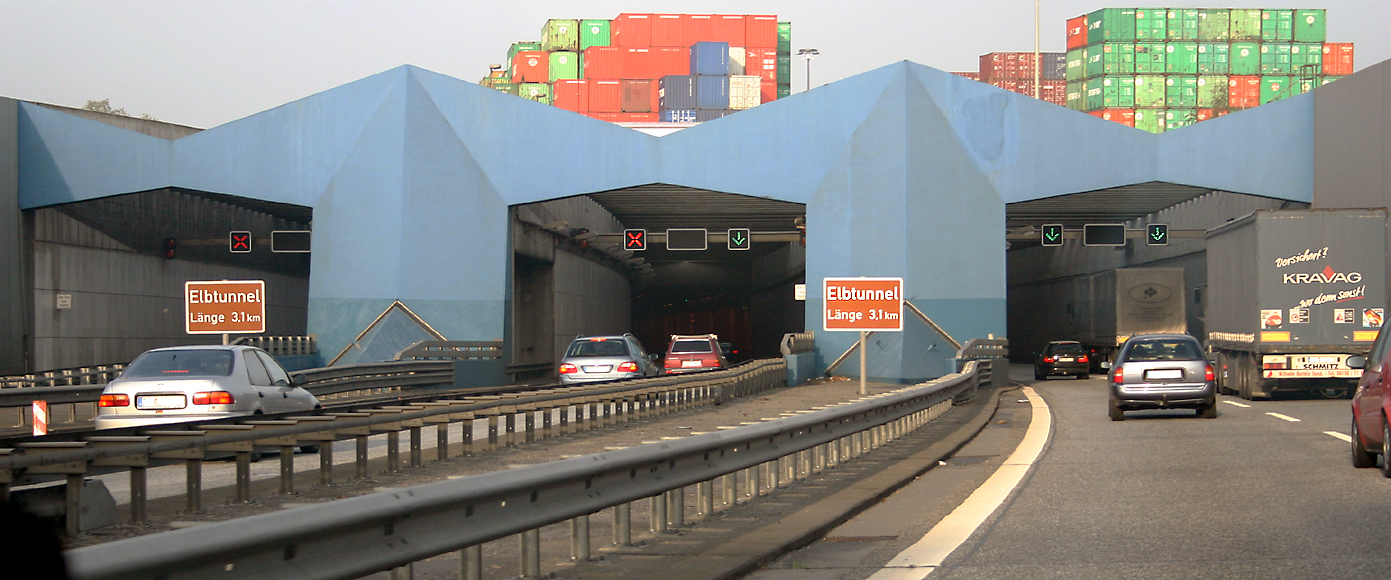
1975: Neuer Elbtunnel

- 1975: Der deutsche Bundeskanzler Helmut Schmidt eröffnet den neuen Elbtunnel in Hamburg.
- 1978: Das Ostberliner Büro des Hamburger Nachrichtenmagazins Der Spiegel ist nach einer Entscheidung des DDR-Außenministeriums zu schließen. Das Magazin hatte zuvor über eine Opposition im Lande berichtet.
- 1990: Der Computerhersteller Nixdorf wird von Siemens übernommen.
- 2000: AOL und Time Warner geben ihre Fusionsabsicht bekannt. Das neue Unternehmen soll AOL Time Warner heißen.

### Wissenschaft und Technik
- 1491: Der Gelehrte Petrus von Ravenna veröffentlicht sein Buch Phoenix, sive artificiosa memoria. Es bot erstmals einem breiten Publikum eine effektive Methode, das Gedächtnis zu trainieren und gilt als erstes urheberrechtlich geschütztes Druckwerk.

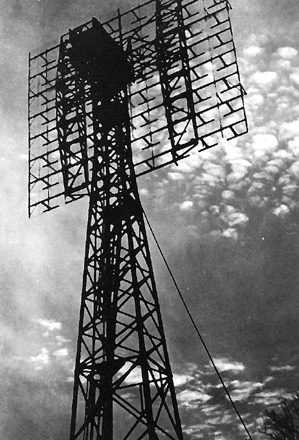
1946: Die Antenne des Project Diana

- 1946: Dem US-amerikanischen Elektroingenieur John Hibbett DeWitt gelingt der Nachweis, dass die Ionosphäre für Funkwellen durchlässig ist. Im Rahmen der ersten Erde-Mond-Erde-Funkverbindung hört die Forschergruppe des Project Diana das Echo ihres Signals des als Reflektor genutzten Mondes.

### Kultur
- 1719: In der im Markgraftum Brandenburg-Bayreuth gelegenen Stadt Erlangen wird das Markgrafentheater eingeweiht, inzwischen das älteste bespielte Barocktheater in Süddeutschland.

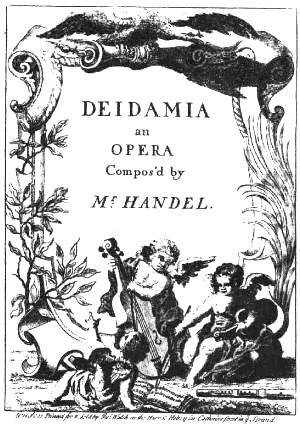
1741: Deidamia, Titelseite des Librettos

- 1741: Deidamia, Georg Friedrich Händels letzte Oper, wird in London uraufgeführt. Das Libretto stammt von Paolo Antonio Rolli.
- 1829: An der Opéra-Comique in Paris erfolgt die Uraufführung der komischen Oper La fiancée von Daniel-François-Esprit Auber.
- 1833: Die weltliche Kantate Die erste Walpurgisnacht von Felix Mendelssohn Bartholdy wird in der Sing-Akademie zu Berlin uraufgeführt. Grundlage für das Werk ist eine Ballade von Johann Wolfgang von Goethe. Am gleichen Tag wird unter Mendelssohn Bartholdys Leitung auch die überarbeitete Fassung seiner Hebriden-Ouvertüre uraufgeführt.
- 1891: Am Carl-Schultze-Theater in Hamburg wird die Operette Saint Cyr von Rudolf Dellinger uraufgeführt.
- 1891: Im Wiener Theater an der Wien wird Carl Zellers Operette Der Vogelhändler mit dem Libretto von Moritz West und Ludwig Held uraufgeführt.
- 1927: In Berlin wird der Spielfilm Metropolis von Fritz Lang uraufgeführt. Der bis dahin teuerste Film der deutschen Filmgeschichte ist ein finanzieller Flop und treibt die wegen des Parufamet-Vertrages mit Paramount und Metro-Goldwyn-Mayer ohnehin bereits defizitäre UFA in noch größere Schwierigkeiten.

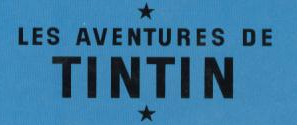
1929: Logo Aventures de Tintin

- 1929: Die Comicfiguren Tim und Struppi (im französischsprachigen Original Les aventures de Tintin) des belgischen Zeichner Hergé werden erstmals der Öffentlichkeit vorgestellt.
- 1942: Am Kungliga Teatern in Stockholm erfolgt die Uraufführung der Oper Birgitta von Natanael Berg.
- 1961: In Ost-Berlin wird das Imprimatur für den Abschlussband des Deutschen Wörterbuchs erteilt. 123 Jahre nach dem Beginn durch die Brüder Grimm liegt das etwa 320.000 Stichworte umfassende Werk nun vollständig vor.

### Gesellschaft

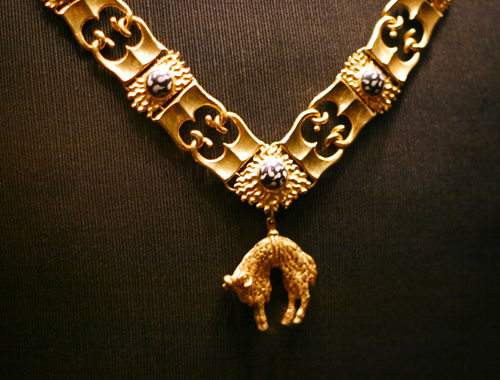
1430: Collane eines Ritters vom Orden vom Goldenen Vlies

- 1430: Anlässlich seiner Vermählung mit Isabella von Portugal stiftet Philipp der Gute, Herzog von Burgund den Orden vom Goldenen Vlies.
- 1810: Die Ehe zwischen Napoleon I. und Joséphine wird vor Gericht als erste Ehe nach dem Code Napoléon geschieden.
- 1868: Bei der Hinrichtung des Schweizer Straftäters Héli Freymond in Moudon im Kanton Waadt sind mehr als 20.000 Zuschauer anwesend. Es ist der letzte Vollzug der Todesstrafe in der Schweiz vor ihrer zeitweiligen Abschaffung in der Verfassungsrevision von 1874.
- 1959: Der deutsche Tierfilmer Michael Grzimek, Sohn Bernhard Grzimeks, kommt bei den Dreharbeiten zu dem Film Serengeti darf nicht sterben beim Absturz eines Kleinflugzeuges im Serengeti-Nationalpark ums Leben.

### Religion
- 0236: Fabianus wird nach siebentägiger Sedisvakanz als Nachfolger von Papst Anterus inthronisiert.

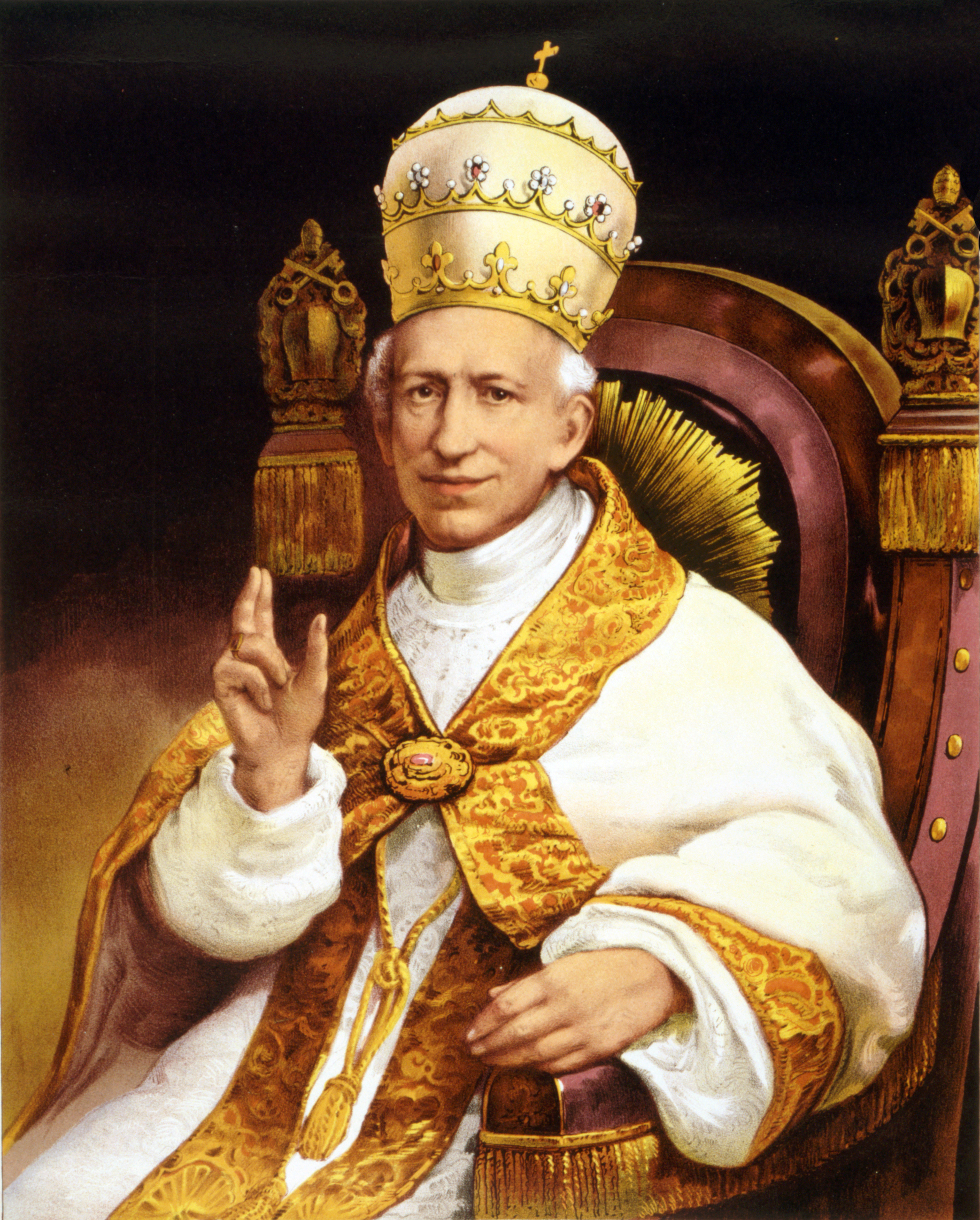
1890: Leo XIII.

- 1890: Papst Leo XIII. veröffentlicht die Enzyklika Sapientiae christianae, „Über die Christen als Bürger“, in der er über die Pflichten der Gläubigen in der Zivilgesellschaft schreibt.

### Katastrophen
- 1910: Das britische Passagierschiff Loodiana verschwindet nach dem Ablegen in Port Louis (Mauritius) mit 175 Menschen an Bord spurlos auf dem Indischen Ozean. Die Ursache ist bis heute ungeklärt.
- 1962: In Peru brechen vom Nordgipfel des Nevado Huascarán gewaltige Fels- und Eismassen ab. Die zu Tal gehende Gerölllawine kostet mindestens 2.000 Menschen das Leben.

Kleinere Unglücksfälle sind in den Unterartikeln von Katastrophe und in der Liste von Katastrophen aufgeführt.

### Sport
- 2017: Die FIFA beschließt, dass 48 Mannschaften in insgesamt 16 Gruppen zu je drei Mannschaften ab der Fußball-Weltmeisterschaft 2026 teilnehmen werden. Die Dauer der Vorrunde bleibt damit gleich, es kommt im K.-o.-System ein Sechzehntelfinale hinzu.

Einträge von Leichtathletik-Weltrekorden befinden sich unter der jeweiligen Disziplin unter Leichtathletik.

## Geboren

### Vor dem 18. Jahrhundert
- 1479: Johannes Cochläus, deutscher Humanist

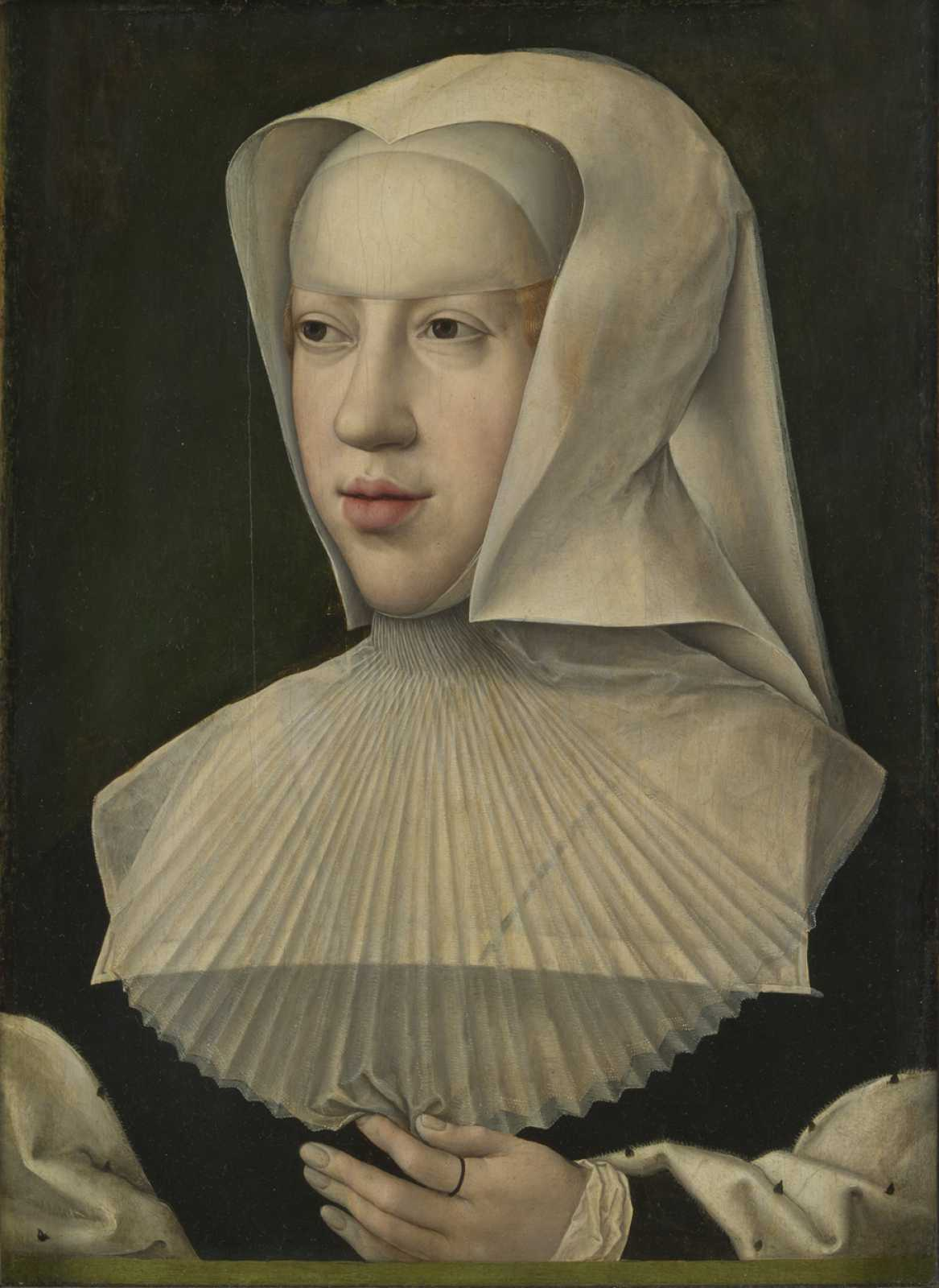
Margarete von Österreich (* 1480)

- 1480: Margarete von Österreich, österreichische Prinzessin, Regentin der Niederlande
- 1493: Miklós Oláh, ungarischer Erzbischof, Schriftsteller, Politiker und Theologe
- 1573: Simon Marius, deutscher Astronom
- 1579: Manuel Ramírez de Carrión, gilt als einer der ersten „Taubstummen“-Pädagogen
- 1588: Nicolaes Eliaszoon Pickenoy, niederländischer Maler
- 1590: Zacharias von Quetz, deutscher Adliger
- 1593: Moritz von Savoyen, italienischer Kardinal und Abt
- 1601: Balthasar Gloxin, deutscher Jurist
- 1614: Kanō Yasunobu, japanischer Maler
- 1619: Johann Peter Titz, deutscher Pädagoge und Dichter
- 1644: Louis-François de Boufflers, französischer Feldherr und Marschall von Frankreich
- 1663: Franz Callenbach, deutscher Autor und Satiriker
- 1666: Reinhold Carl von Rosen, französischer Generalleutnant
- 1675: Friedrich I. Vitzthum von Eckstädt, sächsischer Diplomat
- 1684: Otto Ernst Leopold von Limburg-Stirum, deutscher General
- 1690: Georg Friedrich von Amstel, preußischer Generalmajor und Kommandant
- 1694: Jakob Grubenmann, Schweizer Baumeister

### 18. Jahrhundert
- 1702: Johannes Zick, deutscher Freskomaler des Barock
- 1710: Johann Konrad Funtsch, deutscher Orgelbauer
- 1714: Johann Georg Dominicus von Linprun, deutscher Jurist, Mitinitiator der bayerischen Akademie der Wissenschaften
- 1723: Christoph Carl Kress von Kressenstein, deutscher Jurist und Bürgermeister
- 1744: Thomas Mifflin, US-amerikanischer Politiker und General, Gouverneur von Pennsylvania
- 1745: Étienne Aubry, französischer Maler
- 1746: Johann Rautenstrauch, österreichischer Satiriker und Hofagent
- 1747: Abraham Louis Breguet, Schweizer Uhrmacher und Mechaniker
- 1748: Christian Gottlob Biener, deutscher Jurist

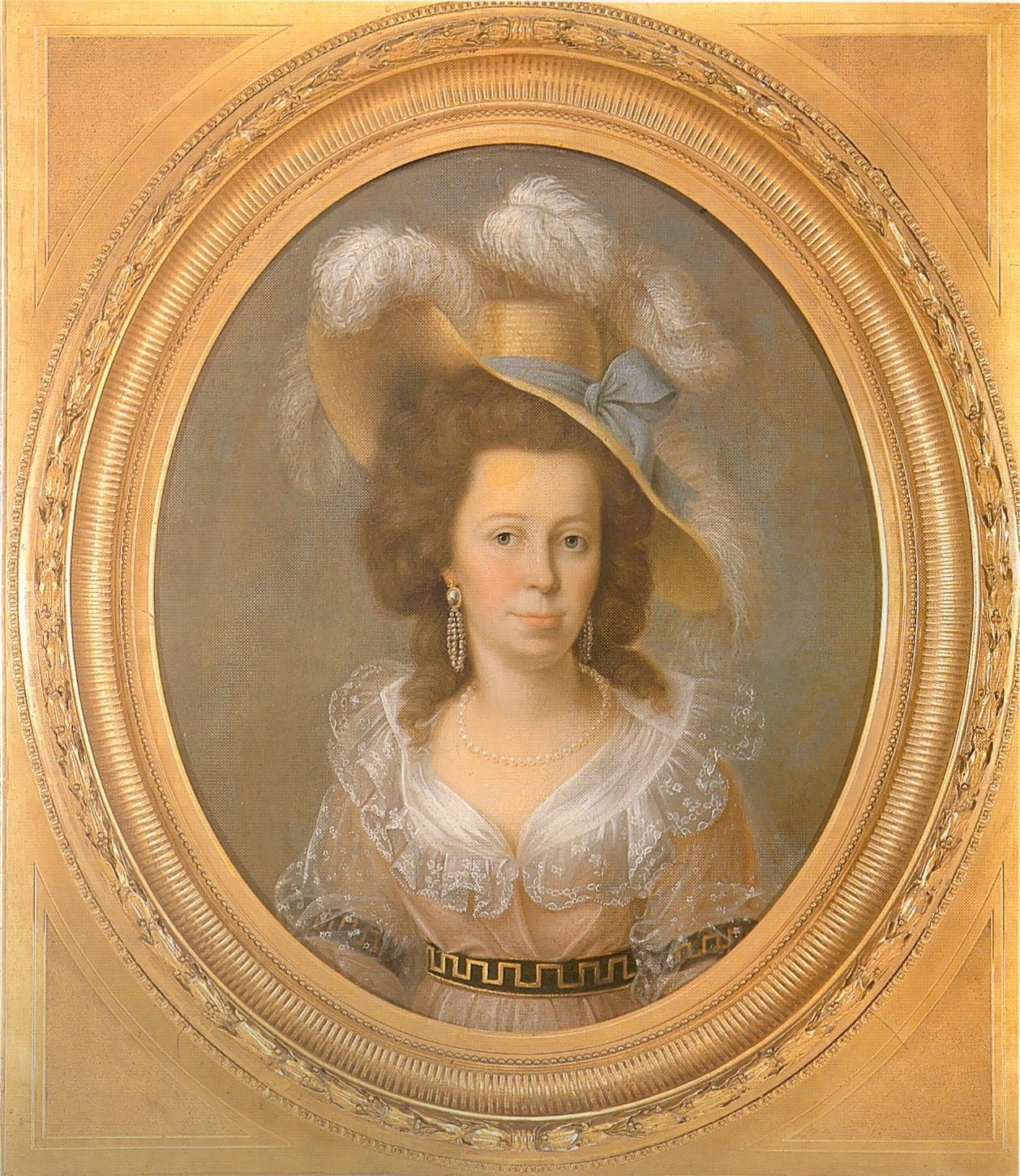
Franziska von Hohenheim (* 1748)

- 1748: Franziska von Hohenheim, deutsche Adlige und Mätresse
- 1749: Christian Gottlieb Gmelin, deutscher Apotheker
- 1750: Heinrich Rathmann, deutscher Pädagoge, Historiker und Pfarrer
- 1756: Benjamin Smith, US-amerikanischer Politiker
- 1757: Joseph Kreutzinger, österreichischer Porträtmaler
- 1760: Johann Rudolf Zumsteeg, deutscher Komponist und Kapellmeister
- 1763: Joseph Lagrange, französischer General
- 1766: Jean Antoine Dubois, französischer Missionar und Indologe (Taufdatum)

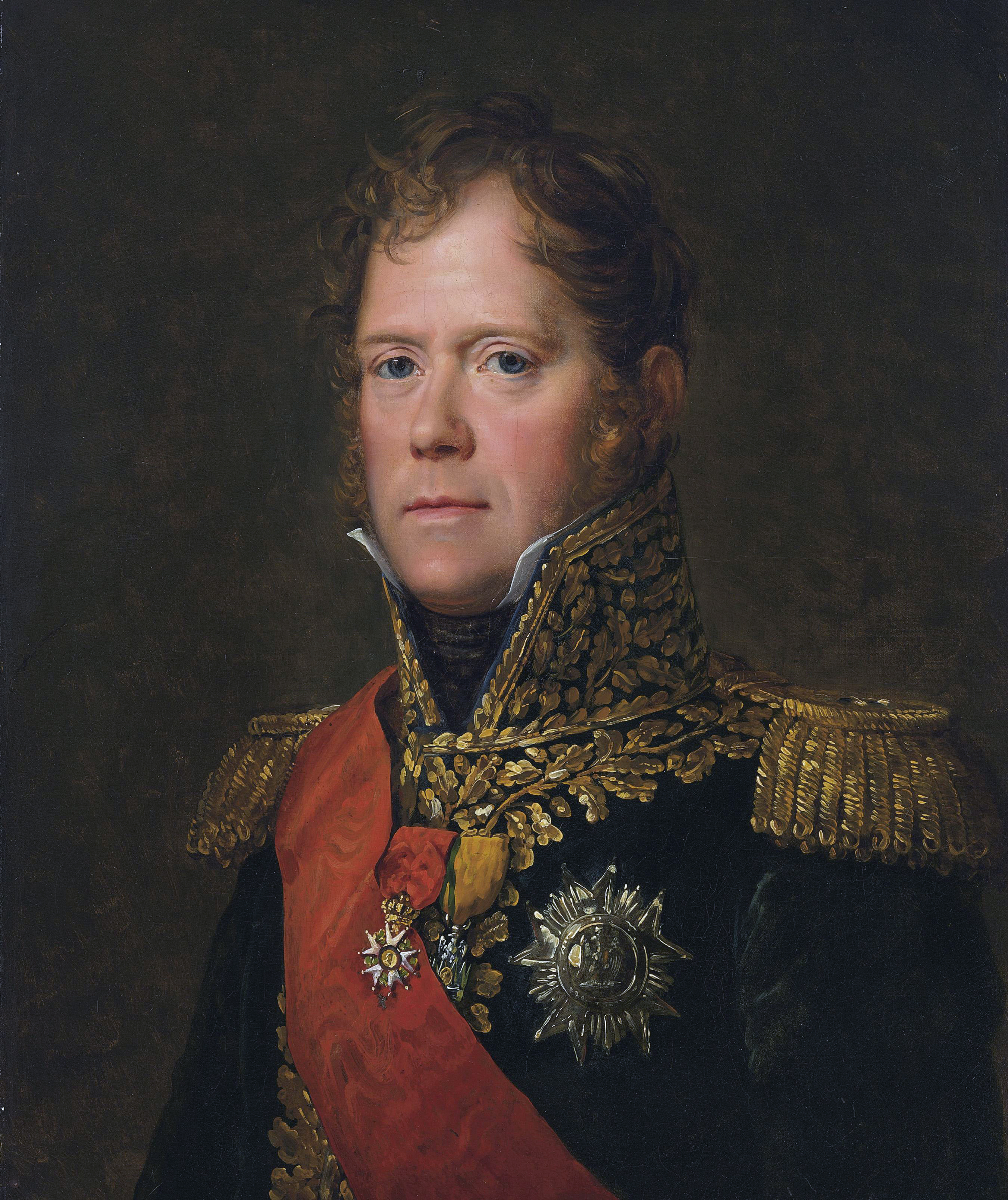
Michel Ney (* 1769)

- 1769: Michel Ney, französischer General
- 1770: Nicolaas Cornelis de Fremery, niederländischer Mediziner, Pharmakologe, Zoologe und Chemiker
- 1780: Martin Hinrich Lichtenstein, deutscher Physiker, Forscher und Zoologe
- 1784: Marcus DuMont, deutscher Verleger
- 1789: Carl Adam Bader, deutscher Sänger (Tenor)
- 1790: Jacob Jacobsen Dampe, dänischer Theologe und Philosoph
- 1791: Joseph Daniel Ohlmüller, deutscher Architekt
- 1796: Hirsch Aub, deutscher Rabbiner

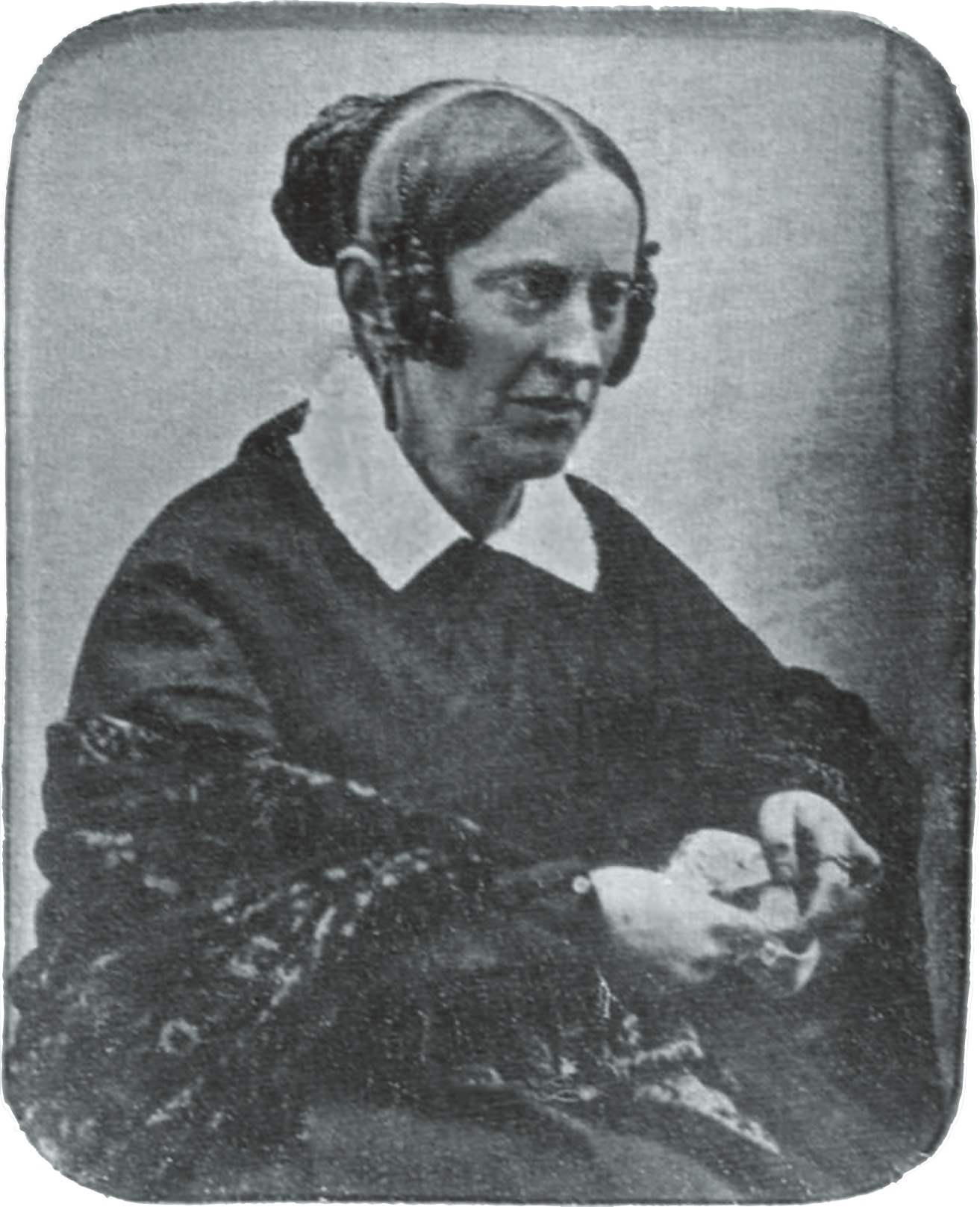
Annette von Droste-Hülshoff (* 1797)

- 1797: Annette von Droste-Hülshoff, deutsche Schriftstellerin
- 1797: Karl August Koberstein, deutscher Literaturhistoriker
- 1800: Lars Levi Læstadius, schwedischer Erweckungsprediger in Lappland

### 19. Jahrhundert

#### 1801–1850
- 1802: Carl von Ghega, österreichischer Ingenieur

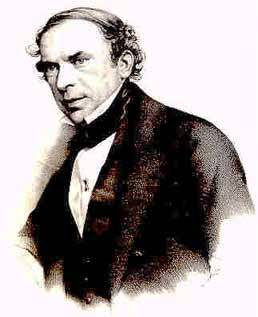
Ludolf Camphausen (* 1803)

- 1803: Ludolf Camphausen, preußischer Ministerpräsident
- 1804: Oakes Ames, US-amerikanischer Politiker
- 1804: Élie-Frédéric Forey, französischer General und Marschall von Frankreich
- 1808: Charles Nisard, französischer Literaturhistoriker
- 1809: Martin Fourichon, französischer Admiral und Marineminister
- 1810: Jeremiah S. Black, US-amerikanischer Jurist und Politiker
- 1811: Hermann Nicolai, deutscher Architekt
- 1812: Leonhard Zeugheer, Schweizer Architekt
- 1813: August Fendler, deutscher Botaniker
- 1813: Franz Jakob Kreuter, deutscher Architekt und Bauingenieur
- 1815: John Macdonald, kanadischer Premierminister
- 1817: Friedrich Heimerdinger, deutscher Maler
- 1817: Amanz Jeker, Schweizer Jurist und Politiker
- 1817: August Weber, deutscher Maler
- 1818: Ernst Ludwig Taschenberg, deutscher Entomologe
- 1819: Edouard Frère, französischer Maler
- 1819: Karl Heine, deutscher Unternehmer und Industriepionier
- 1820: Neville Bowles Chamberlain, britischer Feldmarschall
- 1823: Antal Ligeti, ungarischer Maler
- 1824: Hodgson Pratt, britischer Pazifist
- 1824: Hans von Rochow, preußischer Gutsbesitzer und Politiker
- 1825: Friedrich Friedländer, österreichischer Maler
- 1825: Peter Zirbes, deutscher Dichter und fahrender Sänger
- 1827: Carl Friedrich Mylius, deutscher Photograph
- 1827: Conrad Paul Wusching, rumäniendeutscher Komponist, Kirchenmusiker und Chorleiter
- 1829: Hermann Blankenstein, deutscher Architekt
- 1830: Meinrad Ott, deutscher katholischer Geistlicher, Pädagoge und Klassischer Philologe
- 1833: Luise Walther, deutsche Malerin
- 1833: August Robert Wolff, polnischer Verleger und Buchhändler
- 1834: John Emerich Edward Dalberg-Acton, 1. Baron Acton, britischer Historiker, Journalist und Kirchenkritiker
- 1835: Laurent Menager, luxemburgischer Komponist, Organist und Musikpädagoge
- 1835: Fukuzawa Yukichi, japanischer Gelehrter
- 1836: Josef Emler, tschechischer Historiker und Archivar
- 1838: Hermann Walter, deutscher Fotograf

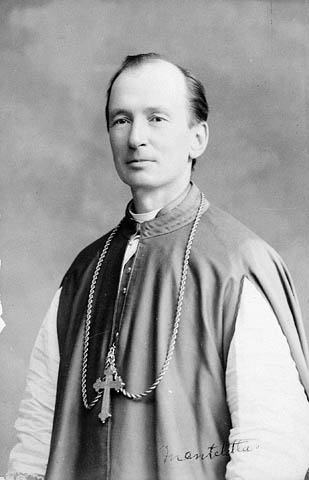
Louis-Nazaire Bégin (* 1840)

- 1840: Louis-Nazaire Bégin, kanadischer römisch-katholischer Erzbischof von Québec und Kardinal
- 1843: Albrecht Wilke, deutscher Lehrer und Schuldirektor
- 1848: Paul Tschackert, deutscher Kirchenhistoriker
- 1849: Robert Crosbie, kanadisch-US-amerikanischer Theosoph
- 1849: Friedrich Wilhelm Putzger, deutscher Pädagoge und Schulbuchautor

#### 1851–1900
- 1852: Eugen Kutschera, tschechisch-Schweizer Komponist, Dirigent, Lehrer und Musikdirektor
- 1852: Friedrich Lange, deutscher Journalist und Politiker
- 1854: Ramón Corral, mexikanischer Politiker
- 1854: Heinrich Köselitz, deutscher Schriftsteller und Komponist
- 1854: Richard von Perger, österreichischer Komponist, Dirigent und Musikpädagoge

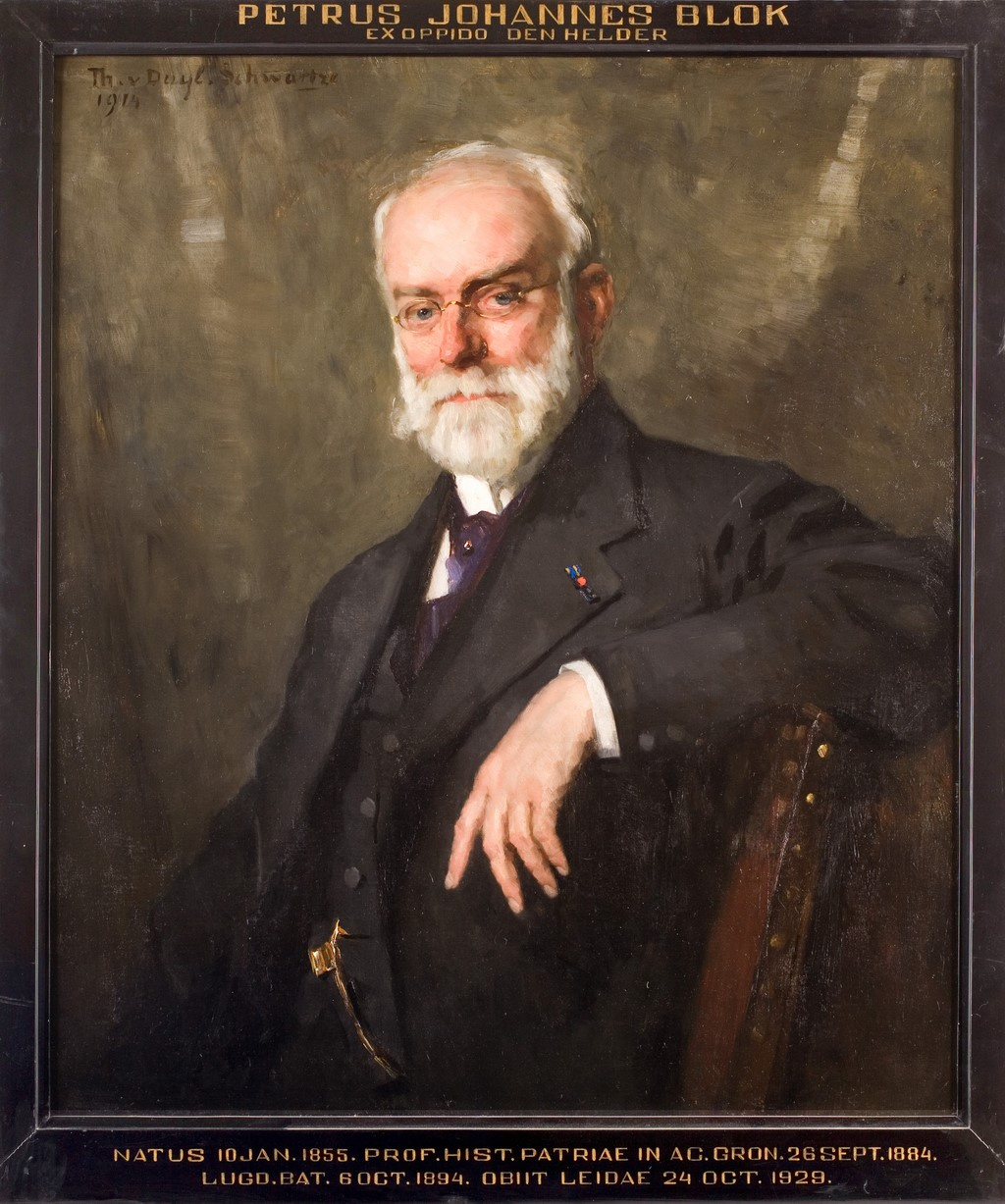
Petrus Johannes Blok (* 1855)

- 1855: Petrus Johannes Blok, niederländischer Historiker
- 1855: Werner Stein, deutscher Bildhauer
- 1855: Rodolfo Tartini, Schweizer römisch-katholischer Geistlicher
- 1858: Heinrich Zille, deutscher Maler, Zeichner und Fotograf
- 1859: Franz Theodor Cursch-Bühren, tschechisch-deutscher Komponist, Dirigent und Musikjournalist
- 1859: Pauline Savari, französische Feministin und Künstlerin
- 1860: Charles G. D. Roberts, kanadischer Lyriker und Schriftsteller
- 1862: Gustav Hoch, deutscher Politiker, MdR
- 1864: Karl Gerstein, deutscher Jurist, Verwaltungsbeamter, Kommunalpolitiker und Wirtschaftsmanager
- 1864: Emil Seckel, deutscher Jurist und Rechtshistoriker
- 1865: Karl Florenz, deutscher Japanologe
- 1866: Ludwig Aschoff, deutscher Pathologe
- 1866: Wilhelm Traube, deutscher Chemiker
- 1867: Gerhard Anschütz, deutscher Staatsrechtler
- 1867: Paul Rehme, deutscher Rechtswissenschaftler
- 1868: Carl Albrecht Bernoulli, Schweizer Theologe und Schriftsteller
- 1868: Ozaki Kōyō, japanischer Schriftsteller
- 1868: Oscar Schlitter, deutscher Bankier
- 1869: Carlo Montù, italienischer Offizier, Flieger, Politiker, Ingenieur, Fußballspieler und Sportfunktionär
- 1870: Hans von Raumer, deutscher Industrieller, Politiker und Reichsminister

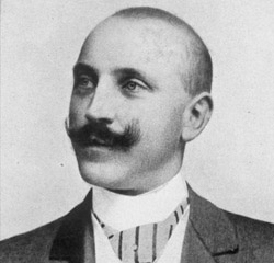
Henri Rinck (* 1870)

- 1870: Henri Rinck, französischer Schachkomponist und Endspieltheoretiker
- 1871: Wilhelm Diehl, deutscher Theologe, Kirchenhistoriker und Abgeordneter
- 1871: Ottilie Gerhäuser-Saint-Georges, deutsche Schauspielerin

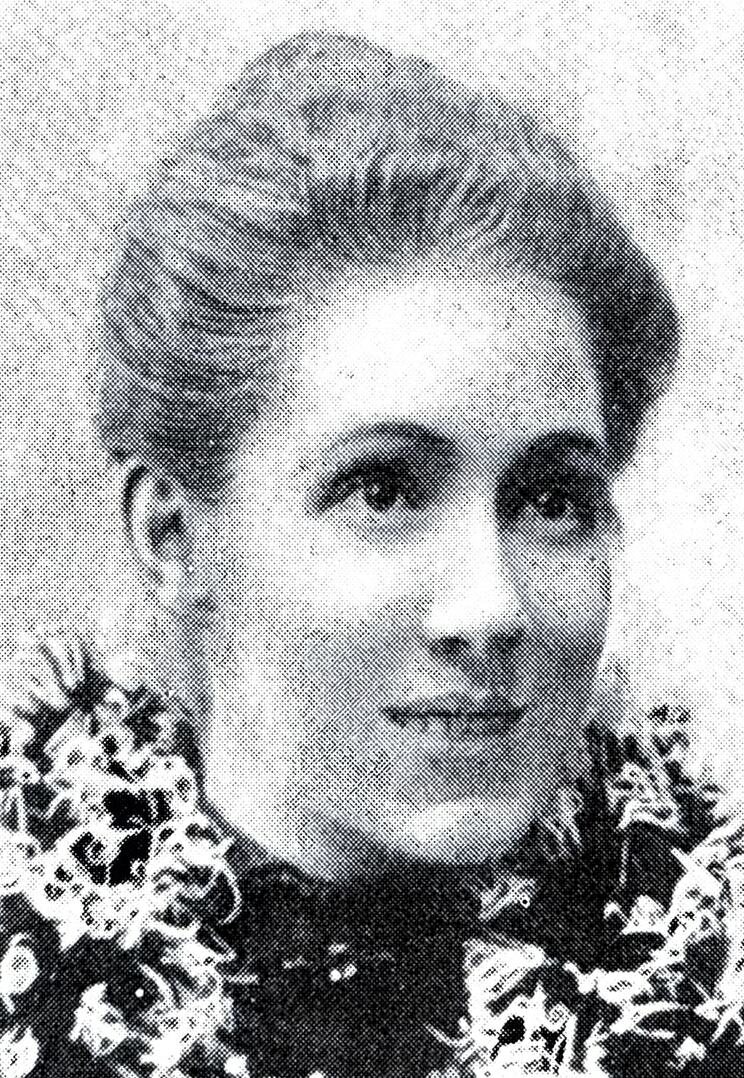
Enrica von Handel-Mazzetti (* 1871)

- 1871: Enrica von Handel-Mazzetti, österreichische Schriftstellerin
- 1872: Howard Chandler Christy, US-amerikanischer Maler
- 1872: Frederic Storck, rumänischer Bildhauer
- 1873: George Orton, kanadischer Leichtathlet
- 1873ː Hildegard von Mach, deutsche Malerin, Gründungsmitglied der Gruppe Dresdner Künstlerinnen
- 1874: Frederick H. Blair, kanadischer Organist, Chorleiter, Pianist und Musikpädagoge
- 1874: Karl Bockisch, deutscher Musikwerkinstrumentenbauer
- 1875: Issai Schur, deutscher Mathematiker
- 1876: Thomas Alva Edison jr., US-amerikanischer Erfinder
- 1878: Samuel C. Bradford, britischer Bibliothekar
- 1878: Johann Lemmerz, deutscher Konstrukteur und Unternehmer
- 1878: August Adriaan Pulle, niederländischer Botaniker
- 1880: Manuel Azaña, spanischer Politiker, Premierminister und Staatspräsident
- 1880: Paolo Giobbe, italienischer Kardinal und vatikanischer Diplomat
- 1880: Grock, Schweizer Musikclown
- 1881: Auguste Le Guennant, französischer Organist, Komponist und Musikpädagoge
- 1882: Eugène Delporte, belgischer Astronom
- 1883: Oscar Goerke, US-amerikanischer Radrennfahrer
- 1883: Hubert Latham, französischer Luftfahrtpionier
- 1883: Alfred Saalwächter, deutscher Admiral

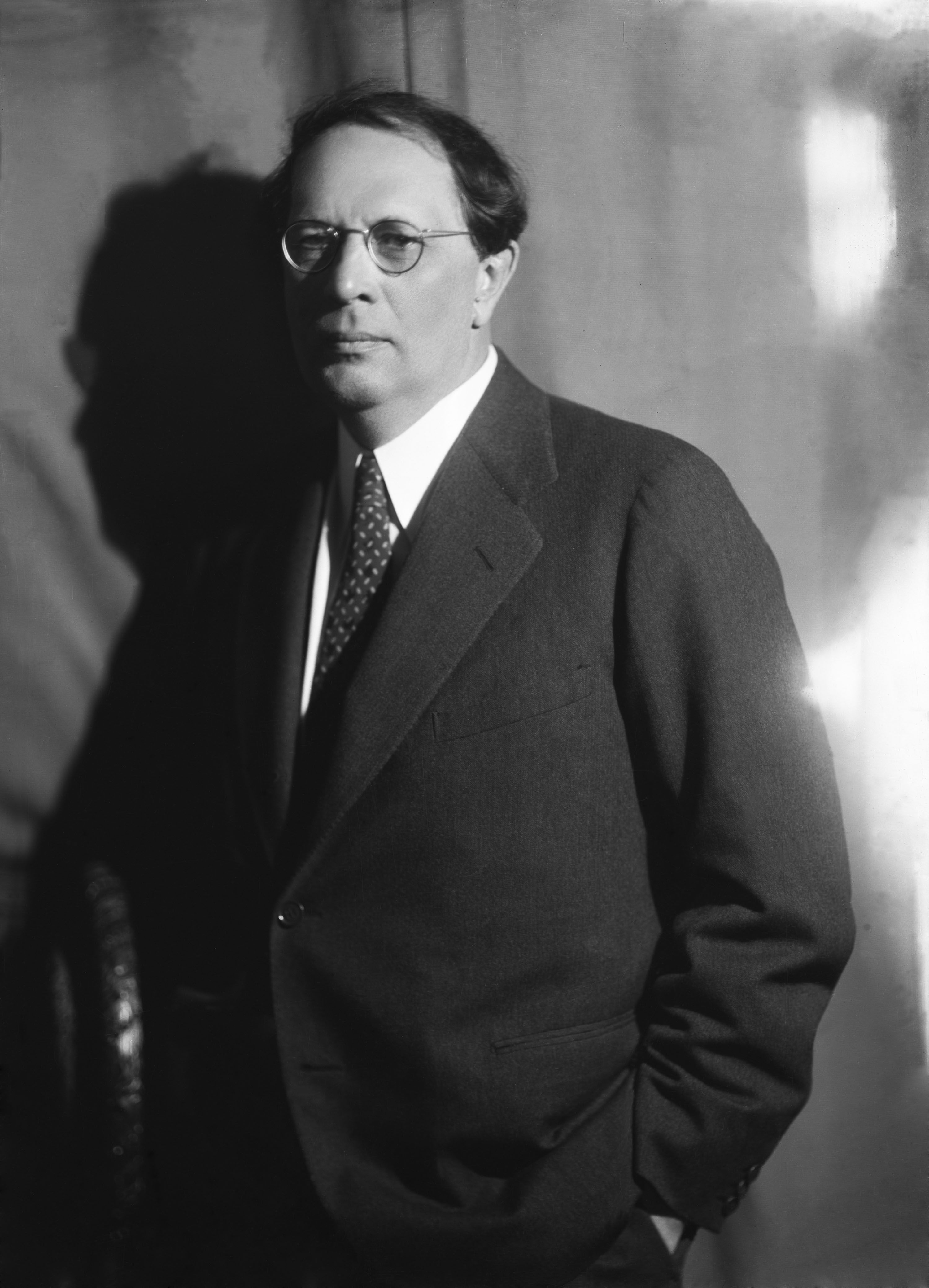
Alexei Nikolajewitsch Tolstoi (* 1883)

- 1883: Alexei Nikolajewitsch Tolstoi, russischer Schriftsteller
- 1884: Hossein Kazemzadeh, iranischer Lehrer und Mystiker
- 1884: Botho Sigwart zu Eulenburg, deutscher Komponist
- 1884: Franz Hueber, österreichischer Politiker
- 1884: Theodor Kärner, deutscher Porzellanbildner und Tierbildhauer
- 1884: Mathilde Vaerting, deutsche Psychologin und Pädagogin, erste ordentliche Professorin an einer deutschen Universität
- 1884: Yamamura Bochō, japanischer Lyriker
- 1886: Leopold Binental, polnischer Musikwissenschaftler und -pädagoge
- 1886: Albrecht Graf zu Stolberg-Wernigerode, deutscher Politiker, MdR
- 1886: Roman von Ungern-Sternberg, zaristischer Offizier und Anführer der „Weißen“ im Russischen Bürgerkrieg
- 1887: Robinson Jeffers, US-amerikanischer Lyriker, Dramatiker und Naturphilosoph
- 1888: Nemo Agodi, italienischer Turner
- 1888: Alfred Birlem, deutscher Fußballschiedsrichter
- 1889: Efrem Forni, italienischer Kardinal und vatikanischer Diplomat
- 1889: Joseph Santley, US-amerikanischer Regisseur, Autor und Produzent
- 1890: Harold Lee Alden, US-amerikanischer Astronom
- 1891: Heinrich Behmann, deutscher Mathematiker
- 1891: Louis A. Johnson, US-amerikanischer Politiker
- 1891: Ludwig Manfred Lommel, deutscher Humorist
- 1892: Walter Frenzel, deutscher Prähistoriker und Museumsleiter
- 1893: Felix Augenfeld, österreichisch-US-amerikanischer Architekt, Innenarchitekt, Bühnenbildner und Designer
- 1893: Jean Errecaldé, französischer Automobilrennfahrer
- 1893: Vicente Huidobro, chilenischer Lyriker
- 1894: Kurt Andler, deutscher Ingenieur
- 1895: Marie-Dominique Chenu, französischer Theologe
- 1895: Rudolf Kohl, deutscher Politiker, Landesminister, MdB
- 1895: Fritz Schachermeyr, österreichischer Althistoriker

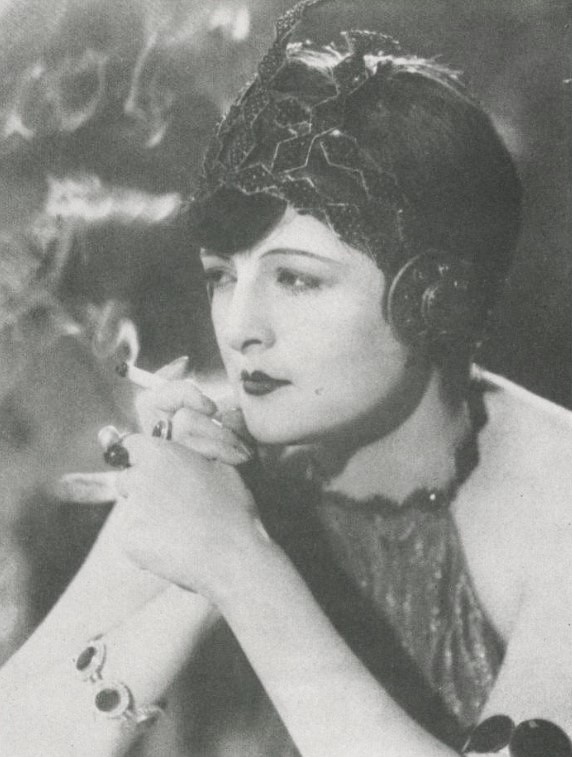
Lya de Putti (* 1896)

- 1896: Lya de Putti, ungarische Tänzerin und Schauspielerin
- 1897: Sam Chatmon, US-amerikanischer Blues-Musiker
- 1897: Georg Pelster, deutscher Politiker, MdB, MdEP
- 1897: Bedřich Václavek, tschechischer Literaturkritiker und Theoretiker

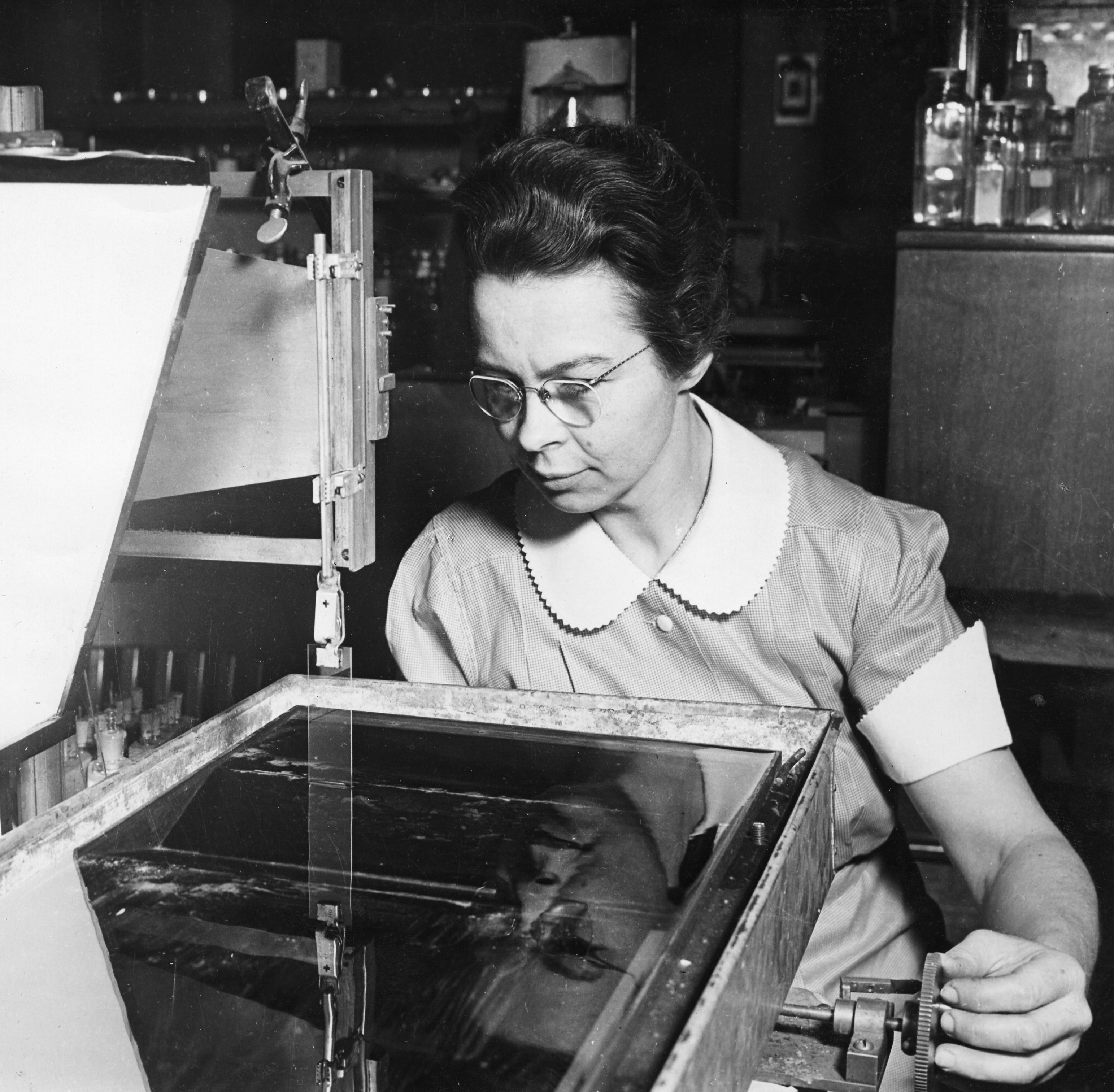
Katharine Burr Blodgett (* 1898)

- 1898: Katharine B. Blodgett, US-amerikanische Physikerin
- 1899: Axel Eggebrecht, deutscher Journalist und Schriftsteller
- 1899: Daniel Guilet, französisch-amerikanischer Geiger und Musikpädagoge russischer Herkunft
- 1900: Fritz Edelmann, österreichischer Bürgermeister, rettete mehrere Juden vor dem Holocaust, Gerechter unter den Völkern

### 20. Jahrhundert

#### 1901–1925

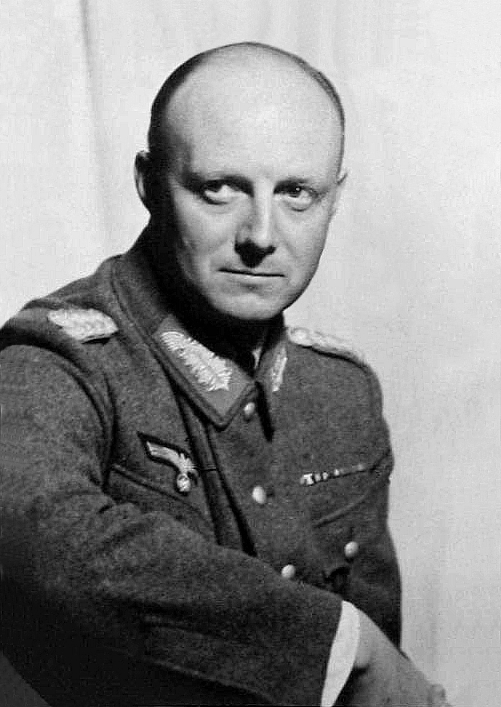
Henning von Tresckow (* 1901)

- 1901: Henning von Tresckow, deutscher General, Widerstandskämpfer
- 1903: Flaminio Bertoni, italienischer Designer, Bildhauer und Architekt
- 1903: Barbara Hepworth, britische Bildhauerin
- 1903: Jens August Schade, dänischer Dichter und Schriftsteller
- 1903: Ilse Schneider-Lengyel, deutsche Kunsthistorikerin, Fotografin und Schriftstellerin
- 1903: Walter Scherau, deutscher Volksschauspieler
- 1904: Gonzalo Curiel, mexikanischer Pianist und Komponist
- 1904: Georg Dahm, deutscher Strafrechtler
- 1905: Ruth Moufang, deutsche Mathematikerin, erste ordentliche Mathematikprofessorin Deutschlands
- 1906: Edmund Collein, deutscher Architekt
- 1906: Natan Rachlin, ukrainischer Dirigent
- 1907: Pierre Mendès France, französischer Premierminister
- 1908: Peter Fihn, deutscher Komponist und Dirigent
- 1908: Paul Henreid, US-amerikanischer Schauspieler und Regisseur
- 1908: Bernard Lee, britischer Schauspieler
- 1909: Hans-Joachim Böhme, deutscher SS-Offizier, Kriegsverbrecher
- 1910: Helena Elisabeth Goudeket, niederländische Malerin, Opfer der Shoa
- 1910: Jean Martinon, französischer Dirigent
- 1910: Käthe Tucholla, deutsche Widerstandskämpferin gegen den Nationalsozialismus
- 1911: Nazım Aslangil, türkischer Skirennläufer

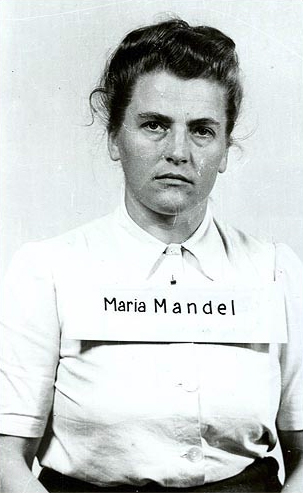
Maria Mandl (* 1912)

- 1912: Maria Mandl, österreichische Oberaufseherin im Vernichtungslager Auschwitz-Birkenau, Kriegsverbrecherin
- 1913: Gustáv Husák, slowakischer Politiker und Staatspräsident
- 1913: Bahi Ladgham, tunesischer Politiker, Premierminister
- 1913: Mehmet Shehu, albanischer Premierminister
- 1915: Hans-Heinrich Jescheck, deutscher Rechtswissenschaftler
- 1915: Franz Wipplinger, deutscher Priesteramtskandidat, NS-Opfer

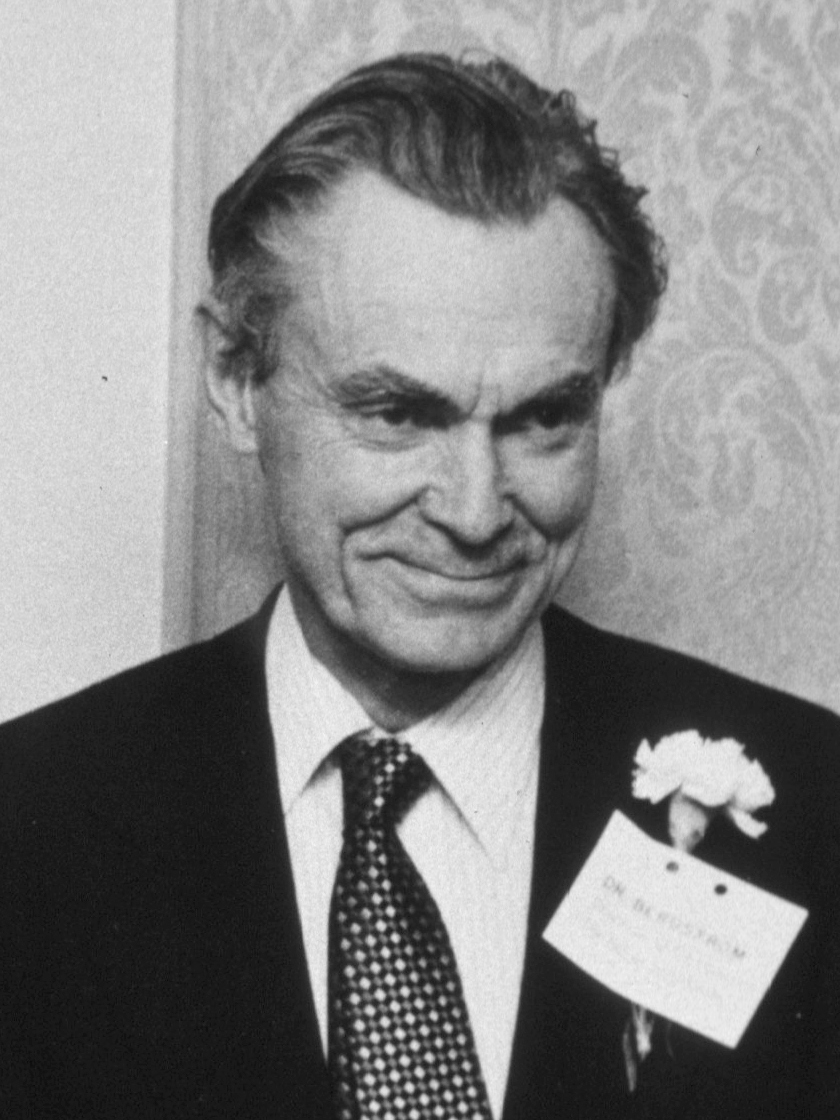
Sune Bergström (* 1916)

- 1916: Sune Bergström, schwedischer Biochemiker, Nobelpreisträger
- 1916: Chaim Engel, polnischer Holocaustüberlebender des Vernichtungslagers Sobibór
- 1916: Josef Hindels, österreichischer Antifaschist und Gewerkschafter
- 1916: Richard Münch, deutscher Schauspieler
- 1917: Hilde Krahl, österreichische Schauspielerin
- 1917: Jerry Wexler, US-amerikanischer R&B-Produzent
- 1918: Arthur Chung, guyanischer Staatspräsident
- 1918: Georges Riquier, französischer Schauspieler
- 1918: Gustav Wagner, deutscher Dermatologe und Medizininformatiker

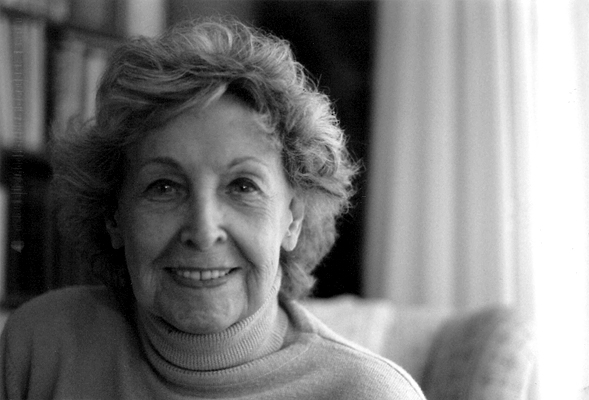
Rut Brandt (* 1920)

- 1920: Rut Brandt, norwegische Widerstandskämpferin, zweite Ehefrau von Willy Brandt

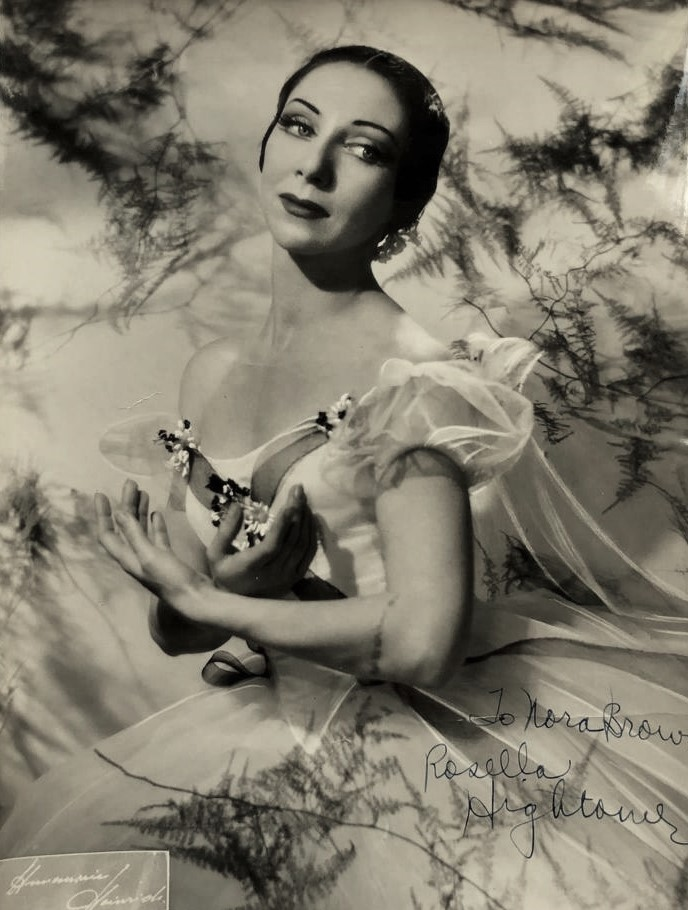
Rosella Hightower (* 1920)

- 1920: Rosella Hightower, US-amerikanische Balletttänzerin
- 1920: Paul Kuhn, Schweizer Gärtner, Lehrer der Coué-Methode
- 1920: Georges Marchal, französischer Schauspieler
- 1921ː Eugenie Pippal-Kottnig, österreichische Architektin
- 1921ː Halina Skibniewska, polnische Architektin, Hochschullehrerin und Politikerin
- 1921: Hans A. Traber, Schweizer Naturforscher und TV-Moderator
- 1921: Rodger Ward, US-amerikanischer Automobilrennfahrer
- 1922: Aldo Ballarin, italienischer Fußballspieler
- 1922: Günther Blau, deutscher Maler
- 1922: Michel Henry, französischer Philosoph und Schriftsteller
- 1922: Franz Kain, österreichischer Journalist, Schriftsteller und Politiker
- 1922: Walter Kern, deutsch-österreichischer Fundamentaltheologe und Ordensgeistlicher
- 1922: Ester Mägi, estnische Komponistin
- 1922: Hannelore Schroth, deutsche Schauspielerin
- 1923: Paul Mercey, schweizerisch-französischer Schauspieler
- 1923: Franz Schönhuber, deutscher Journalist, Schauspieler, Buchautor und Politiker
- 1923: Ingeborg Drewitz, deutsche Schriftstellerin
- 1924: Eduardo Chillida, spanischer Bildhauer
- 1924: Germain Lefebrve, kanadischer Sänger, Chorleiter und Musikpädagoge
- 1924: Max Roach, US-amerikanischer Jazz-Schlagzeuger
- 1925: Albert Andergassen, österreichischer Ingenieur, Baumeister und Wohnbaumanager

#### 1926–1950
- 1926: Ingeborg Bukor, deutsche Bildhauerin
- 1926: Jack Kyle, irischer Rugbyspieler
- 1927: Alexei Iwanowitsch Adschubei, sowjetischer Journalist, Publizist und Politiker
- 1927: Fredy Lienhard, Schweizer Bühnenautor und Kabarettist

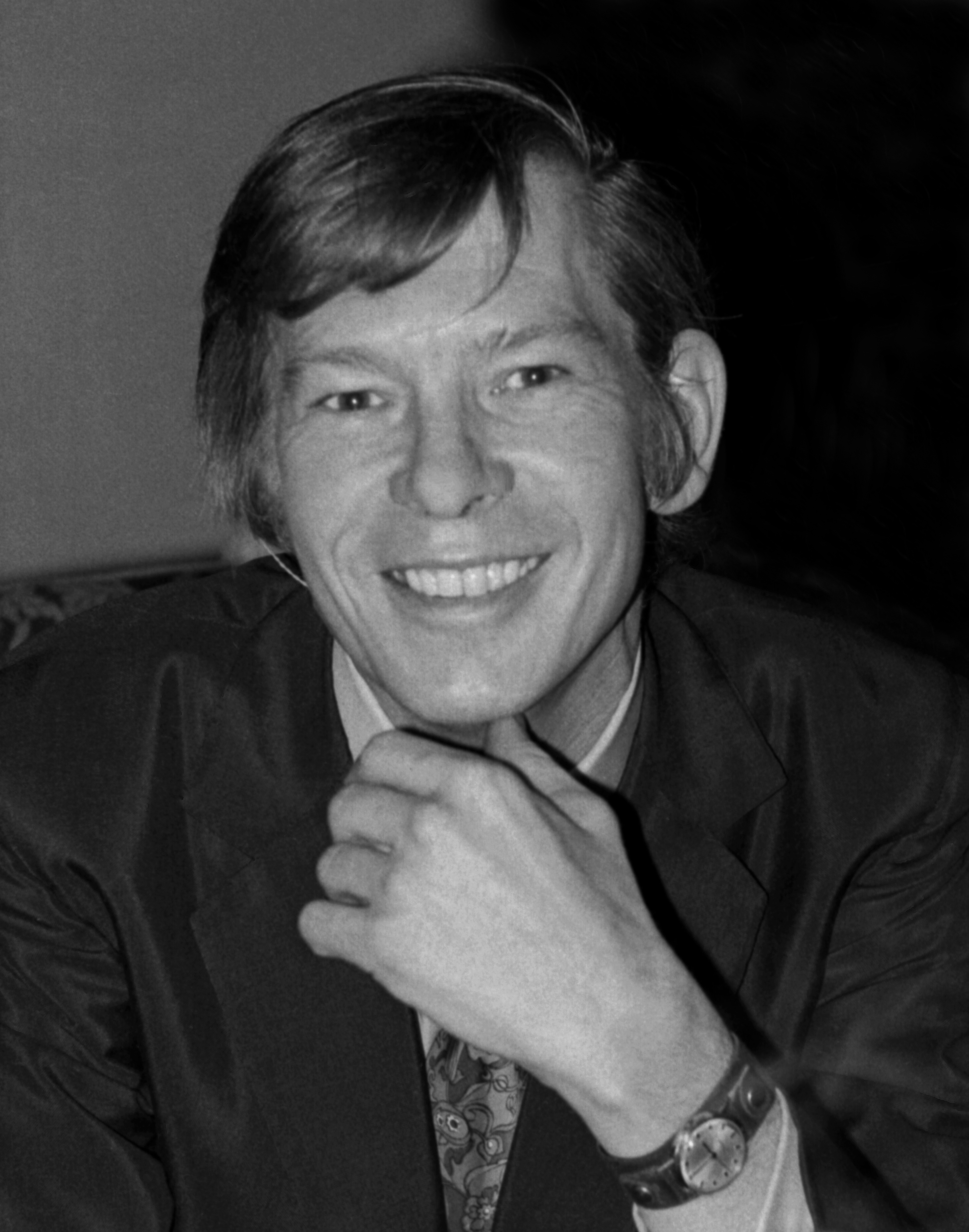
Johnnie Ray (* 1927)

- 1927: Johnnie Ray, US-amerikanischer Sänger
- 1927: Dzidra Rieksta, lettische Rosenzüchterin
- 1927: Otto Stich, Schweizer Politiker
- 1928: Philip Levine, US-amerikanischer Dichter und Hochschullehrer
- 1929: James Atkinson, US-amerikanischer Bobfahrer
- 1929: Ferdi Behles, deutscher Politiker, MdL und Landesminister
- 1929: Wilhelm Hankel, deutscher Ökonom und Währungsfachmann
- 1929: Walter Heckmann, deutscher Maler und Bildhauer
- 1929: Klaus Kammer, deutscher Schauspieler
- 1930: Roy E. Disney, US-amerikanischer Unternehmer
- 1931: Helmut Arntzen, deutscher Literaturwissenschaftler, Essayist, Aphoristiker und Fabelautor
- 1931: Russell F. Doolittle, US-amerikanischer Biochemiker
- 1931: Kurt Jablonski, deutscher Eishockeyspieler
- 1931: Will McBride, US-amerikanischer Fotograf
- 1931: Ilse Strambowski, deutsche Schauspielerin
- 1932: Renate Chasman, US-amerikanische Physikerin
- 1932: No Kum-sok, nordkoreanisch-US-amerikanischer Kampfpilot und Deserteur
- 1932: Louis Rwagasore, burundischer Ministerpräsident
- 1933: Friederike Aust, deutsche Schauspielerin
- 1933: Akira Miyoshi, japanischer Komponist
- 1933: Hajo Riese, österreichischer Volkswirt und Hochschulprofessor

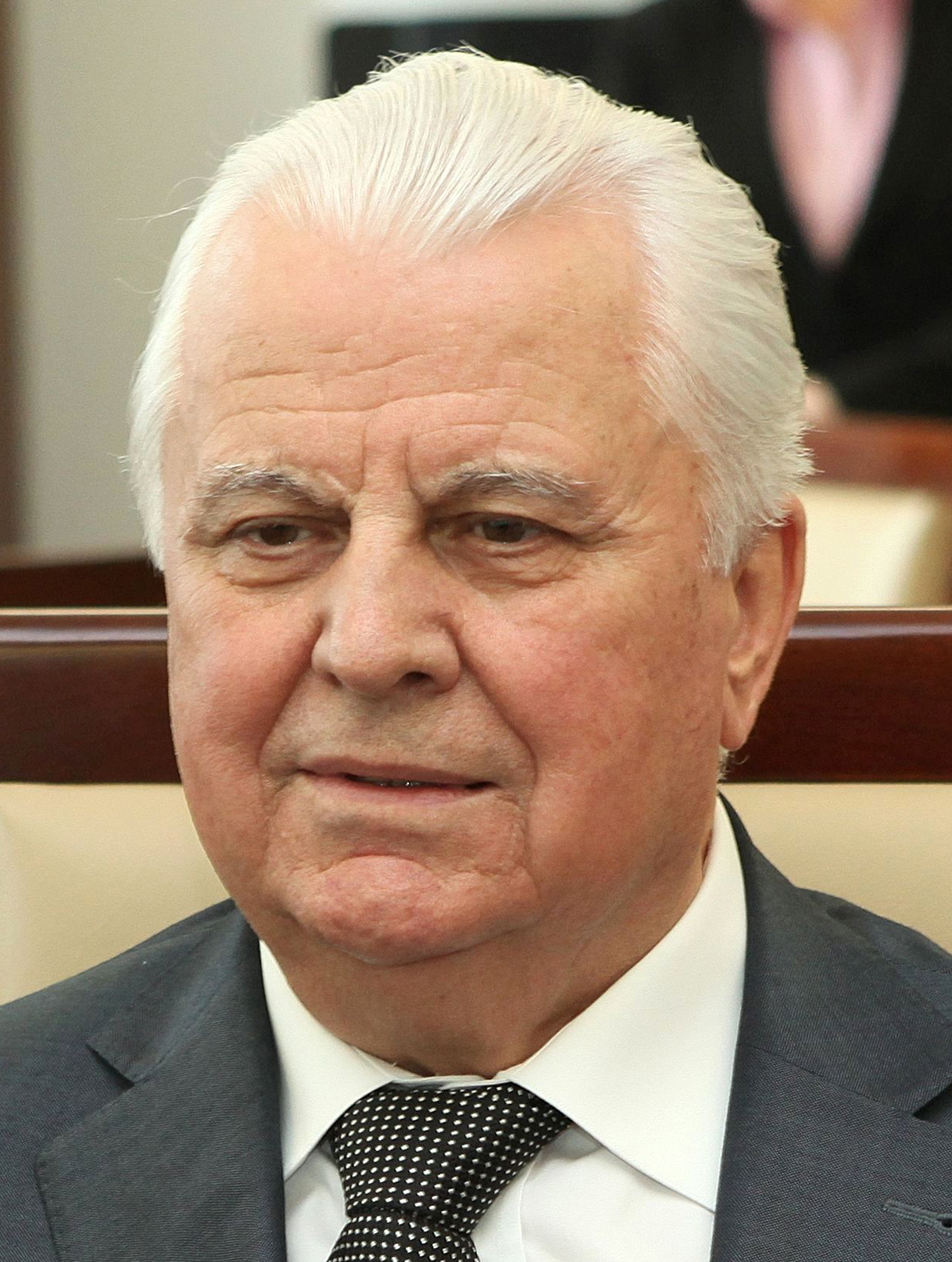
Leonid Krawtschuk (* 1934)

- 1934: Leonid Krawtschuk, ukrainischer Staatspräsident
- 1935: Werner Andreas Albert, deutscher Dirigent
- 1935: Herb Andress, deutscher Film- und Fernsehschauspieler
- 1935: Ronnie Hawkins, US-amerikanischer Sänger und Pianist
- 1935: Siegfried Heinrich, deutscher Chorleiter und Dirigent
- 1935: Georg Katzer, deutscher Komponist
- 1936: Stephen E. Ambrose, US-amerikanischer Historiker
- 1936: Gabriele Bockisch, deutsche Althistorikerin
- 1936: Robert Woodrow Wilson, US-amerikanischer Physiker
- 1937: Simon Atallah, libanesischer Bischof
- 1938: Thomas William Hawkins, US-amerikanischer Mathematikhistoriker
- 1938: Donald E. Knuth, US-amerikanischer Professor für Informatik
- 1938: Josef Koudelka, tschechischer Fotograf
- 1938: Jochen Lengemann, deutscher Jurist, Politiker und Autor
- 1938: Samir Khalil Samir, ägyptischer Islamwissenschaftler, Semitist, Orientalist und Theologe
- 1938: Renate Schostack, deutsche Journalistin und Schriftstellerin
- 1939: Harrie Geelen, niederländischer Zeichner, Illustrator, Übersetzer, Fernsehautor und Regisseur
- 1939: Scott McKenzie, US-amerikanischer Sänger

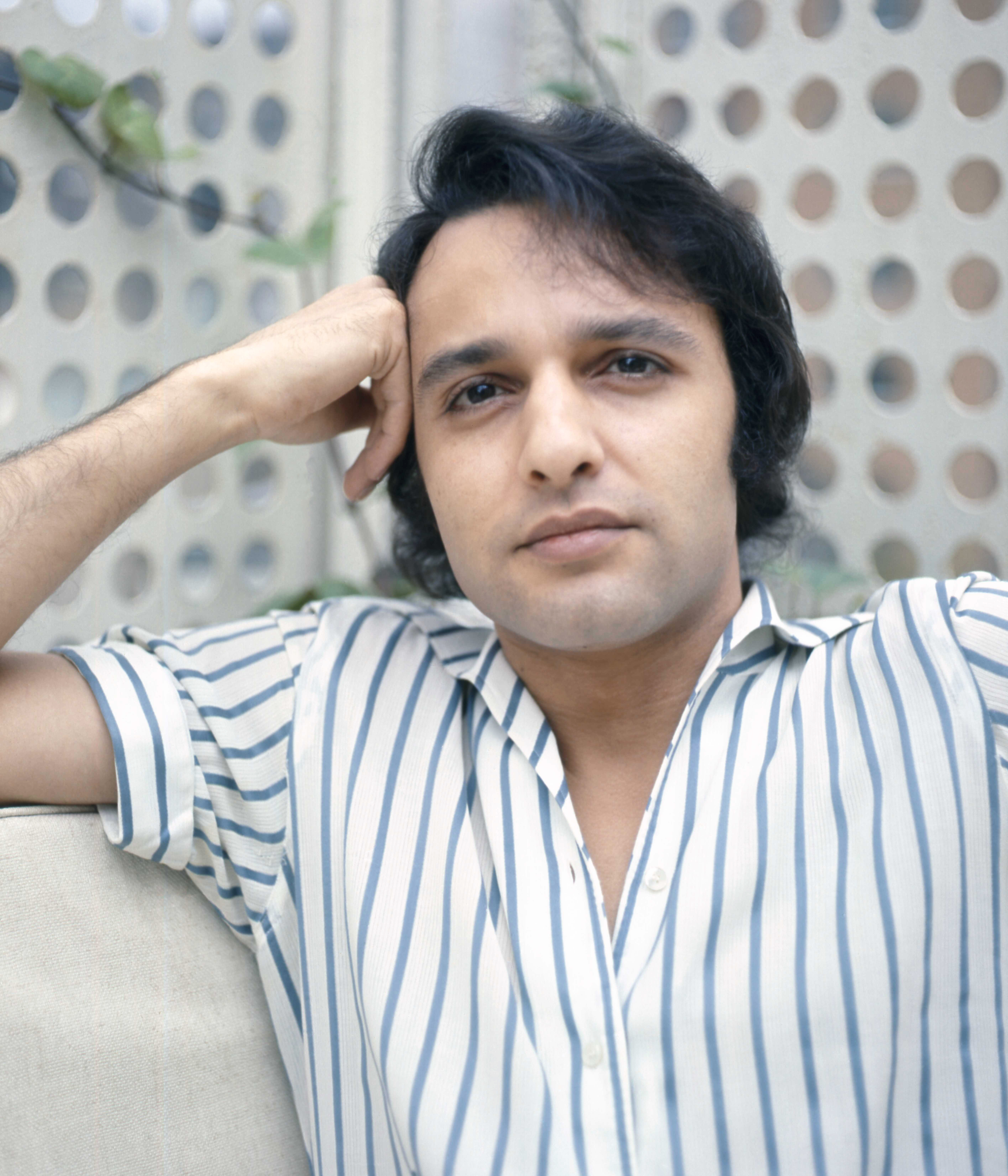
Sal Mineo (* 1939)

- 1939: Sal Mineo, US-amerikanischer Schauspieler und Sänger
- 1939: Bill Toomey, US-amerikanischer Zehnkämpfer
- 1939: Franz Winzentsen, deutscher Experimental- und Animationsfilmemacher
- 1941: Fleurette Campeau, kanadische Fechterin
- 1941: Ilse Geisler, deutsche Rodlerin

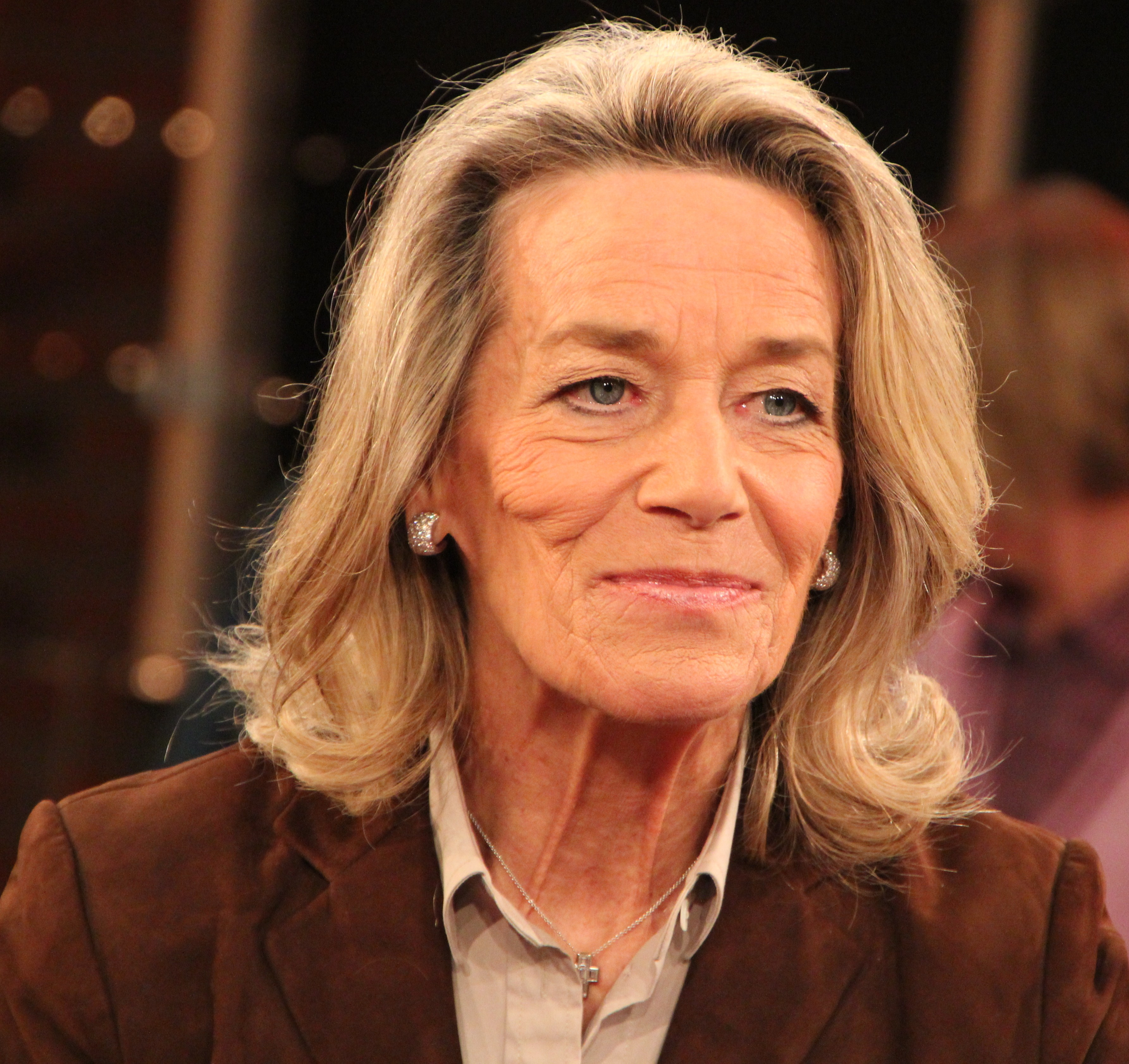
Gertrud Höhler (* 1941)

- 1941: Gertrud Höhler, deutsche Publizistin
- 1941: Horst Jüssen, deutscher Schauspieler, Regisseur und Autor
- 1942: Walter Hill, US-amerikanischer Regisseur
- 1942: Gunther Nogge, deutscher Zoologe
- 1942: Rimantas Šavelis, litauischer Schriftsteller und Drehbuchautor
- 1943: Jim Croce, US-amerikanischer Sänger und Songwriter
- 1943: Andreas von der Meden, deutscher Schauspieler
- 1943: Peter Strauch, deutscher Theologe, Autor, Liedermacher und Kirchenfunktionär
- 1944: Rory Byrne, südafrikanischer Rennwagenkonstrukteur
- 1944: Klaus Hurrelmann, deutscher Sozial- und Gesundheitswissenschaftler
- 1944: Frank Sinatra junior, US-amerikanischer Pianist, Schauspieler, Sänger und Entertainer
- 1944: Hans-Arne Stiksrud, deutscher Professor für Entwicklungspsychologie
- 1945: John Joseph Fahey, australischer Politiker

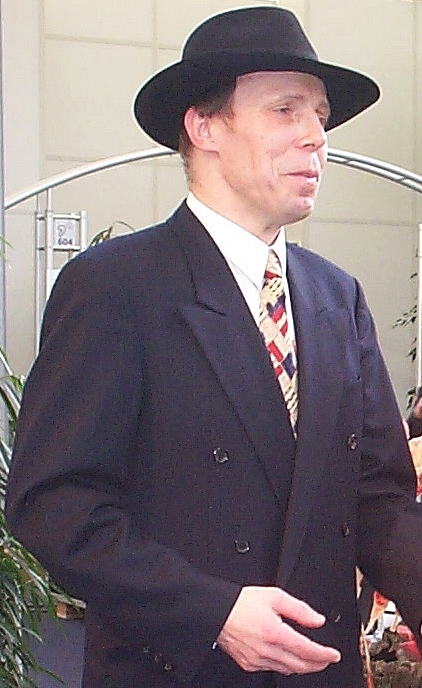
Gunther von Hagens (* 1945)

- 1945: Gunther von Hagens, deutscher Anatom und Forscher
- 1945: Rod Stewart, britischer Sänger
- 1945: Bernd Jürgen Warneken, deutscher Volkskundler
- 1946: Aynsley Dunbar, britischer Schlagzeuger
- 1946: Robert Gadocha, polnischer Fußballspieler
- 1946: Juha Siira, finnischer Regattasegler
- 1947: R. Paul Drummond, US-amerikanischer Komponist und Musikpädagoge
- 1947: George Alec Effinger, US-amerikanischer Science-Fiction-Autor
- 1947: Tullio Lanese, italienischer Fußballschiedsrichter und späterer -funktionär
- 1947: Hubert Maessen, niederländischer Politologe und Autor
- 1947: Peer Steinbrück, deutscher Politiker, Landesminister, Ministerpräsident, MdB und Bundesminister
- 1947: Tiit Vähi, estnischer Politiker und Unternehmer
- 1947: Karl-Reinhard Volz, deutscher Forstwissenschaftler
- 1948: Donald Fagen, US-amerikanischer Sänger und Keyboarder
- 1948ː Helga Konrad, österreichische Politikerin
- 1948: Mischa Maisky, lettischer Cellist
- 1948: Krista Posch, italienische Schauspielerin, Sängerin, Moderatorin und Sprecherin
- 1948: Bernard Thévenet, französischer Radrennfahrer
- 1949: Walter Browne, US-amerikanischer Schachmeister
- 1949: George Foreman, US-amerikanischer Boxer

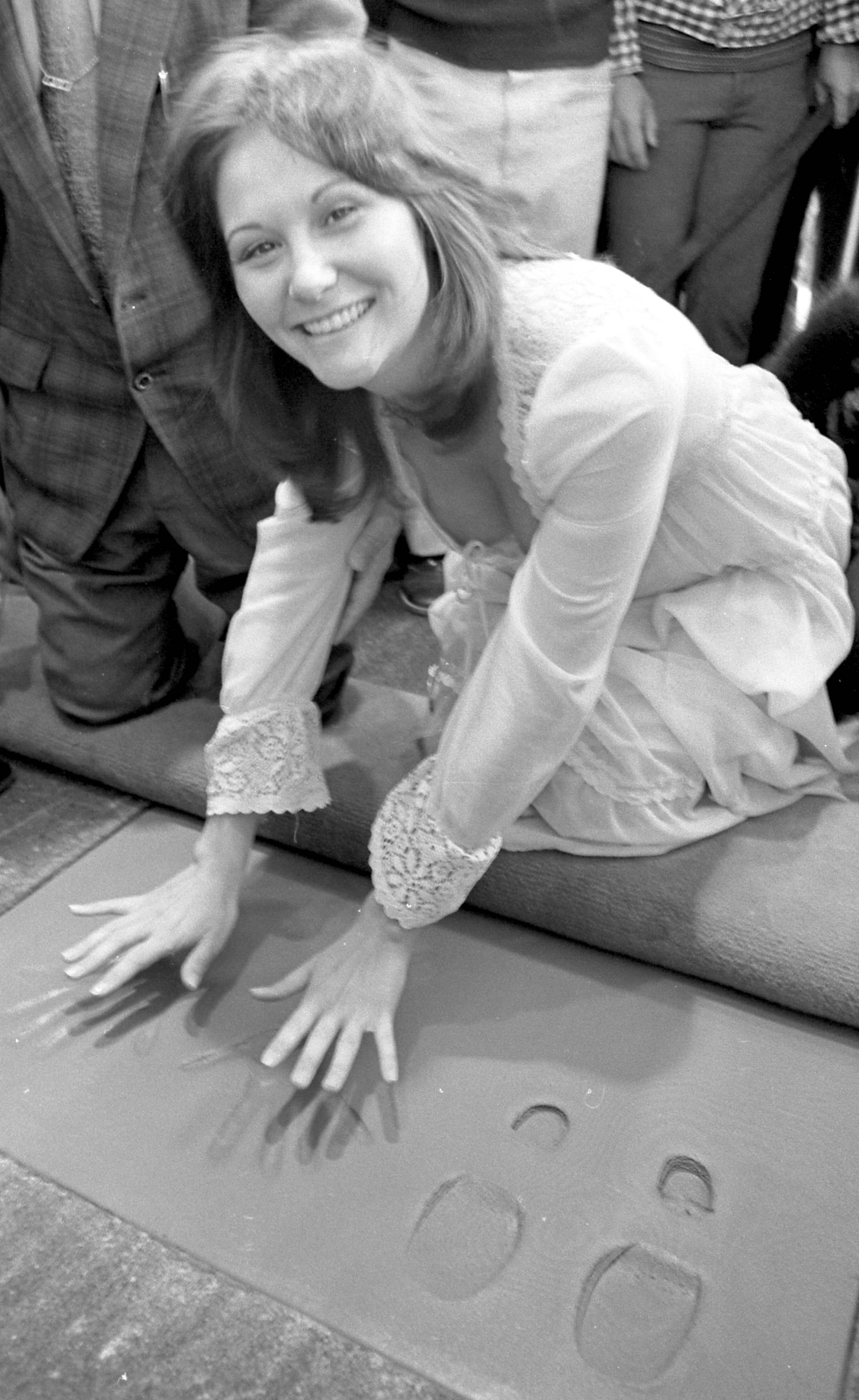
Linda Lovelace (* 1949)

- 1949: Linda Lovelace, US-amerikanische Pornodarstellerin

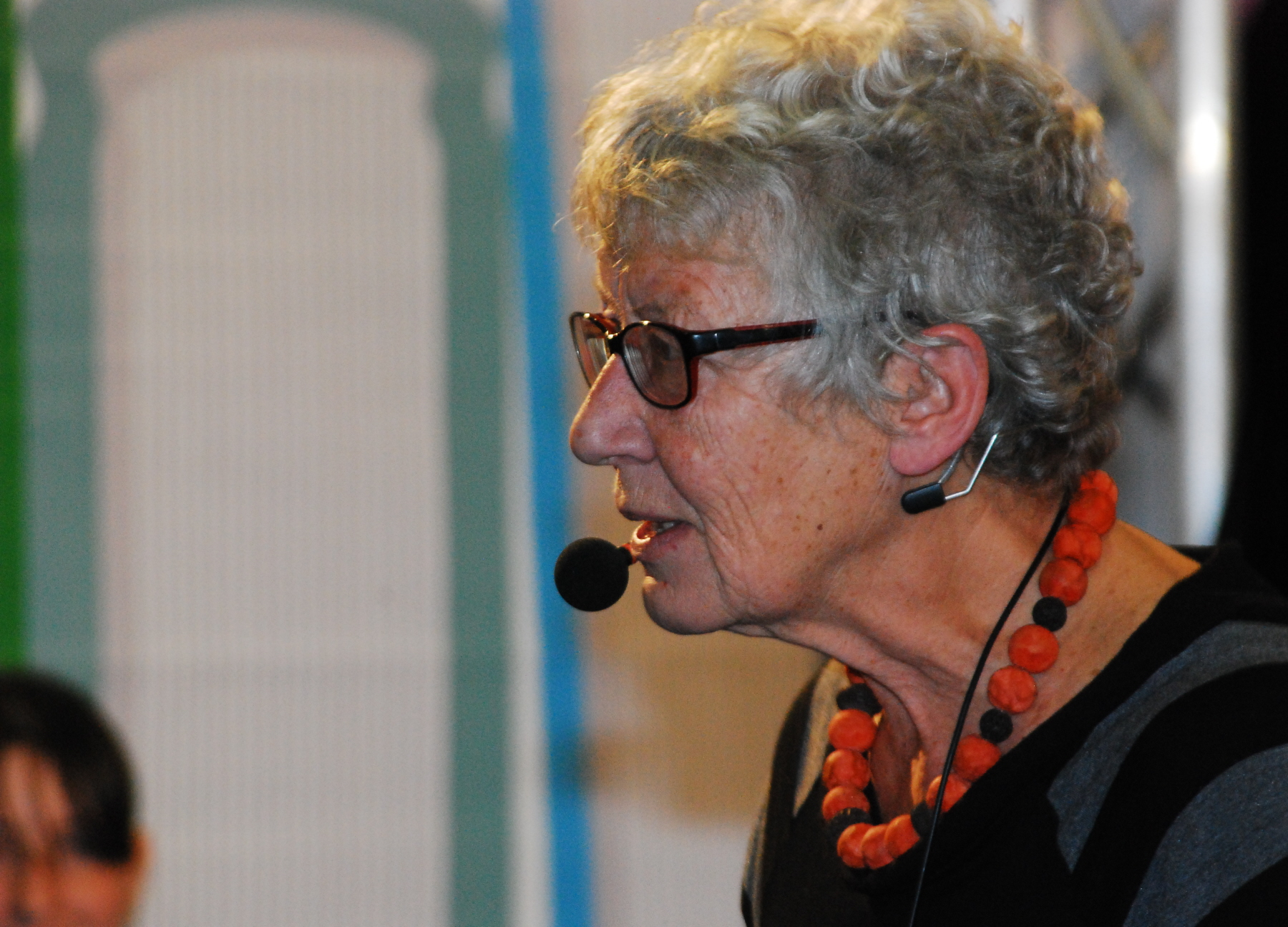
Jutta Treiber (* 1949)

- 1949: Jutta Treiber, österreichische Schriftstellerin
- 1949: William Vollery, Schweizer Automobilrennfahrer
- 1950: Carlo Siliotto, italienischer Komponist
- 1950: Winfried Schäfer, deutscher Fußballspieler und -trainer
- 1950: Ernie Wasson, US-amerikanischer Botaniker und Gartenbauwissenschaftler

#### 1951–1975
- 1951: Peer Maas, niederländischer Radsportler
- 1951: Holger Ortel, deutscher Politiker, MdB
- 1952: William Parker, US-amerikanischer Jazz-Bassist

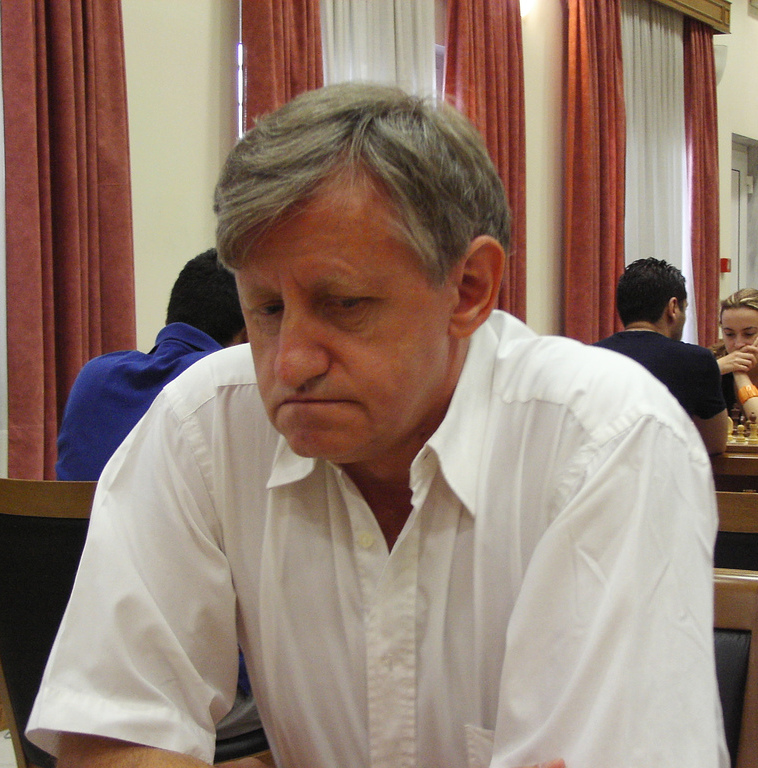
Oleh Romanyschyn (* 1952)

- 1952: Oleh Romanyschyn, ukrainischer Schachmeister
- 1952: Gerhard Schöne, deutscher Liedermacher
- 1953: Pat Benatar, US-amerikanische Rocksängerin
- 1953: Guido Kratschmer, deutscher Leichtathlet
- 1955: Wolfgang Götzer, deutscher Politiker, MdB
- 1955: Yasmina Khadra, algerischer Schriftsteller
- 1955: Charles Norman Mason, US-amerikanischer Komponist und Musikpädagoge
- 1955: Choren Howhannisjan, sowjetischer und armenischer Fußballspieler
- 1955: Michael Schenker, deutscher Rock-Gitarrist
- 1956: Shawn Colvin, US-amerikanische Folk- und Popsängerin
- 1956: Siegfried Müller junior, deutscher Automobilrennfahrer
- 1957: Franz Fitzke, deutscher Journalist
- 1957: Thomas Fuchs, Schweizer Springreiter
- 1957: Claus-Dieter Grabner, deutscher Medienmanager (BRAVO)
- 1958: Eddie Cheever, US-amerikanischer Automobilrennfahrer
- 1958: Garry Cook, britischer Leichtathlet
- 1958: Giselher W. Hoffmann, namibischer Schriftsteller
- 1958: Rich Hopkins, US-amerikanischer Musiker

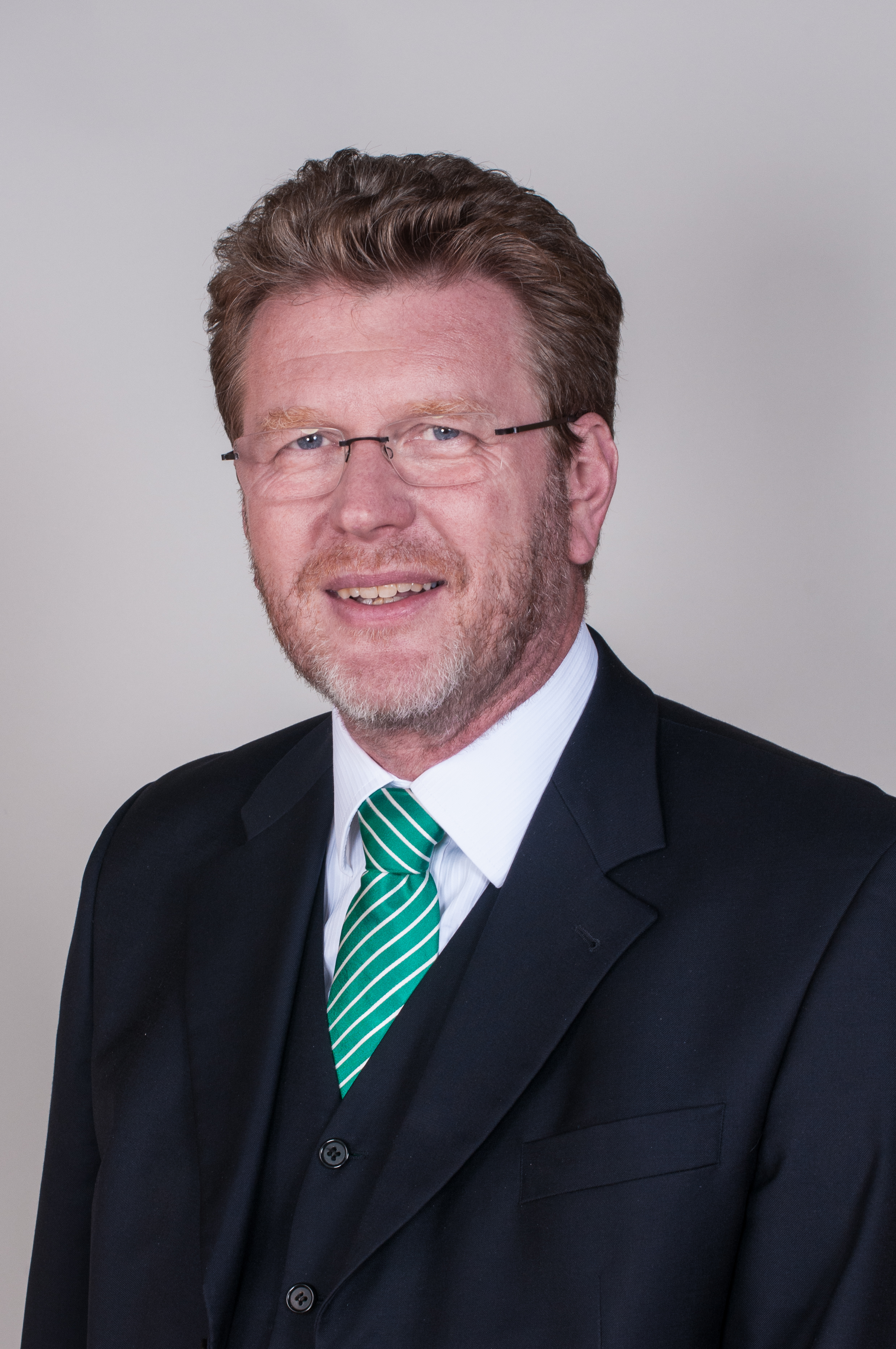
Marcel Huber (* 1958)

- 1958: Marcel Huber, deutscher Politiker, MdL und Landesminister
- 1959: Lothar Arnold, deutscher Musiker und Schachspieler

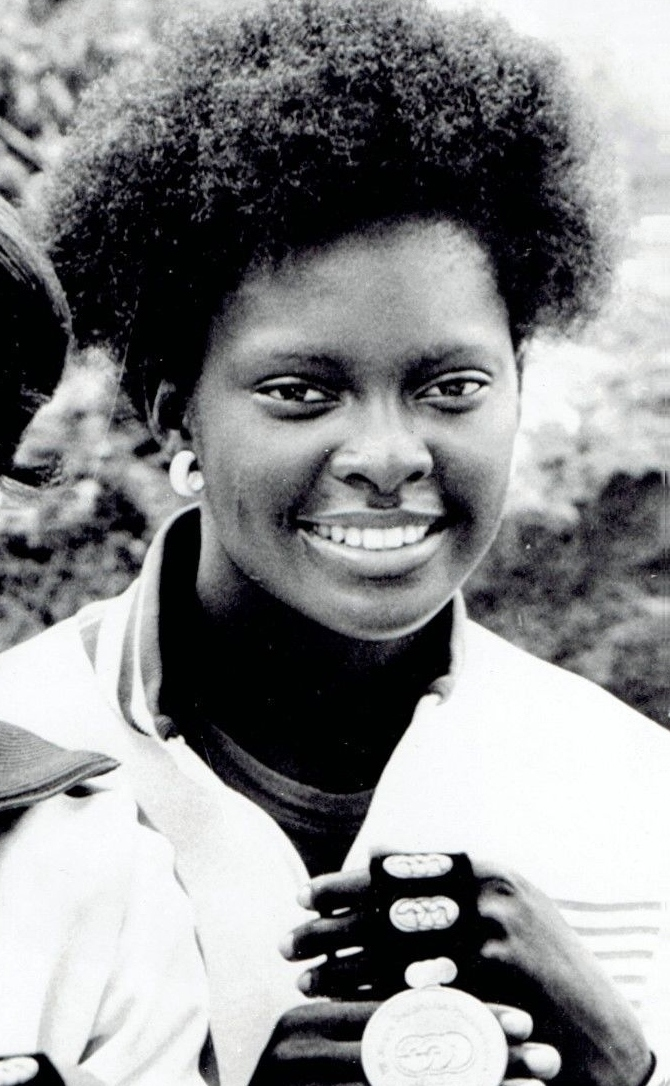
Chandra Cheeseborough (* 1959)

- 1959: Chandra Cheeseborough, US-amerikanische Leichtathletin
- 1959: Jörg Dahlmann, deutscher Sportjournalist
- 1959: Shū Fujisawa, japanischer Schriftsteller
- 1959: Curt Kirkwood, US-amerikanischer Songwriter, Sänger und Gitarrist
- 1959: Maurizio Sarri, italienischer Fußballtrainer
- 1960: Brian Cowen, irischer Premierminister
- 1960: Claudia Losch, deutsche Leichtathletin
- 1960: Ise Thomas, deutsche Politikerin, MdL
- 1962: Zoltán Pokorni, ungarischer Politiker
- 1963: Kira Walentinowna Iwanowa, russische Eiskunstläuferin
- 1963: Francesco Panetta, italienischer Leichtathlet
- 1964: Axel Leonard, deutscher Jurist

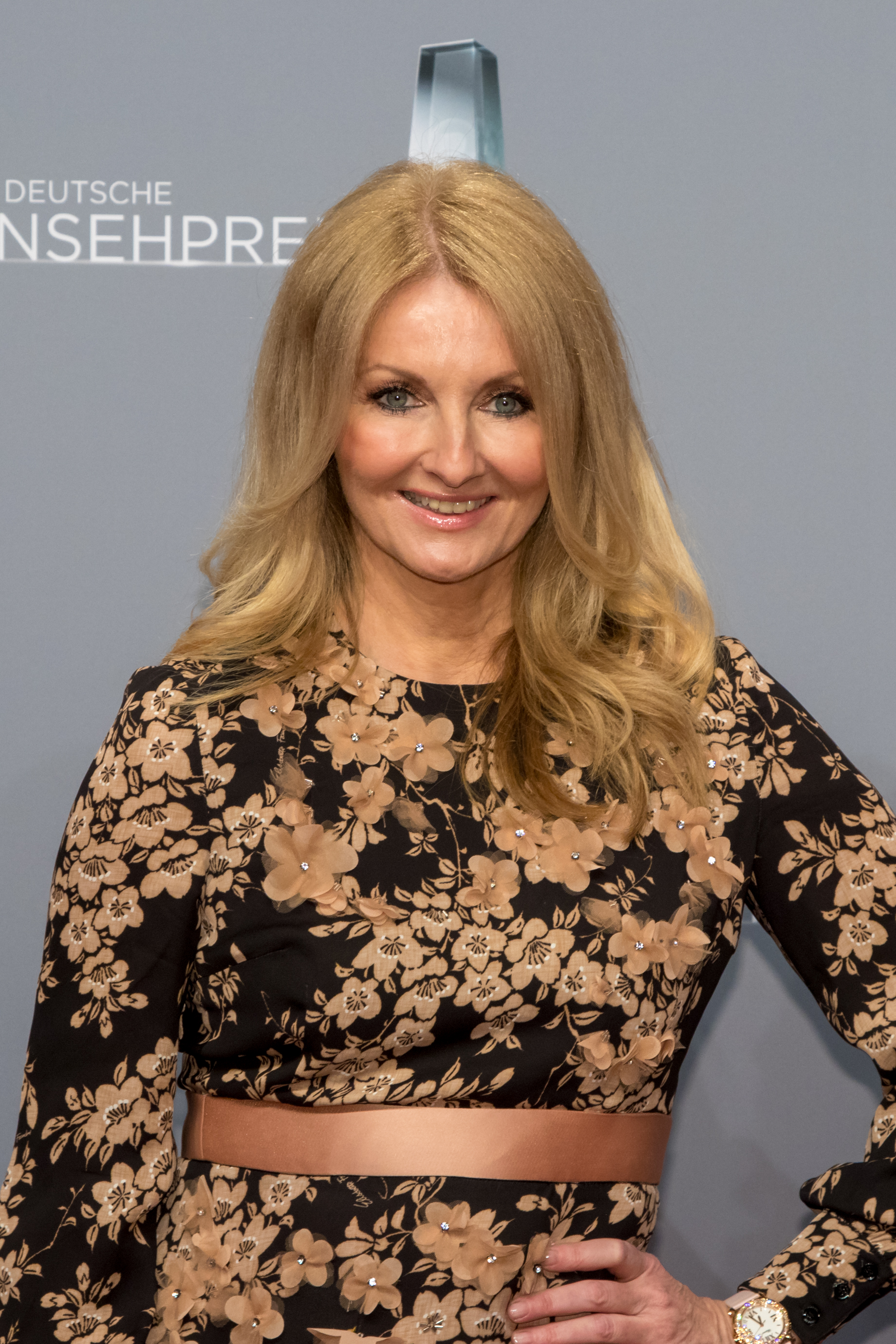
Frauke Ludowig (* 1964)

- 1964: Frauke Ludowig, deutsche Fernsehmoderatorin
- 1965: Matthias Hahn, deutscher Handballspieler und -trainer
- 1966: Christian Mecke, deutscher Jurist und Richter am Bundessozialgericht
- 1967: Trini Alvarado, US-amerikanische Schauspielerin
- 1967: Jan Åge Fjørtoft, norwegischer Fußballspieler
- 1967: Monika Maierhofer, österreichische Skirennläuferin
- 1968: Özcan Mutlu, deutscher Politiker, MdL
- 1969: Markus Gardeweg, deutscher House-DJ und Musiker
- 1969: Andreas Reinke, deutscher Fußballspieler
- 1969: Rainer Zerwesz, deutscher Eishockeyspieler
- 1970: Christopher Colquhoun, britischer Schauspieler
- 1970: Manfred Kurzer, deutscher Sportschütze
- 1970: Alisa Marić, serbische Schachspielerin
- 1970: Carsten Schatz, deutscher Politiker
- 1971: Christine Döring, deutsche Schauspielerin
- 1971: Rachid Azzouzi, marokkanischer Fußballspieler und -manager
- 1971: Mark Loram, britischer Speedwayfahrer
- 1971: Simon Schwarz, österreichischer Schauspieler

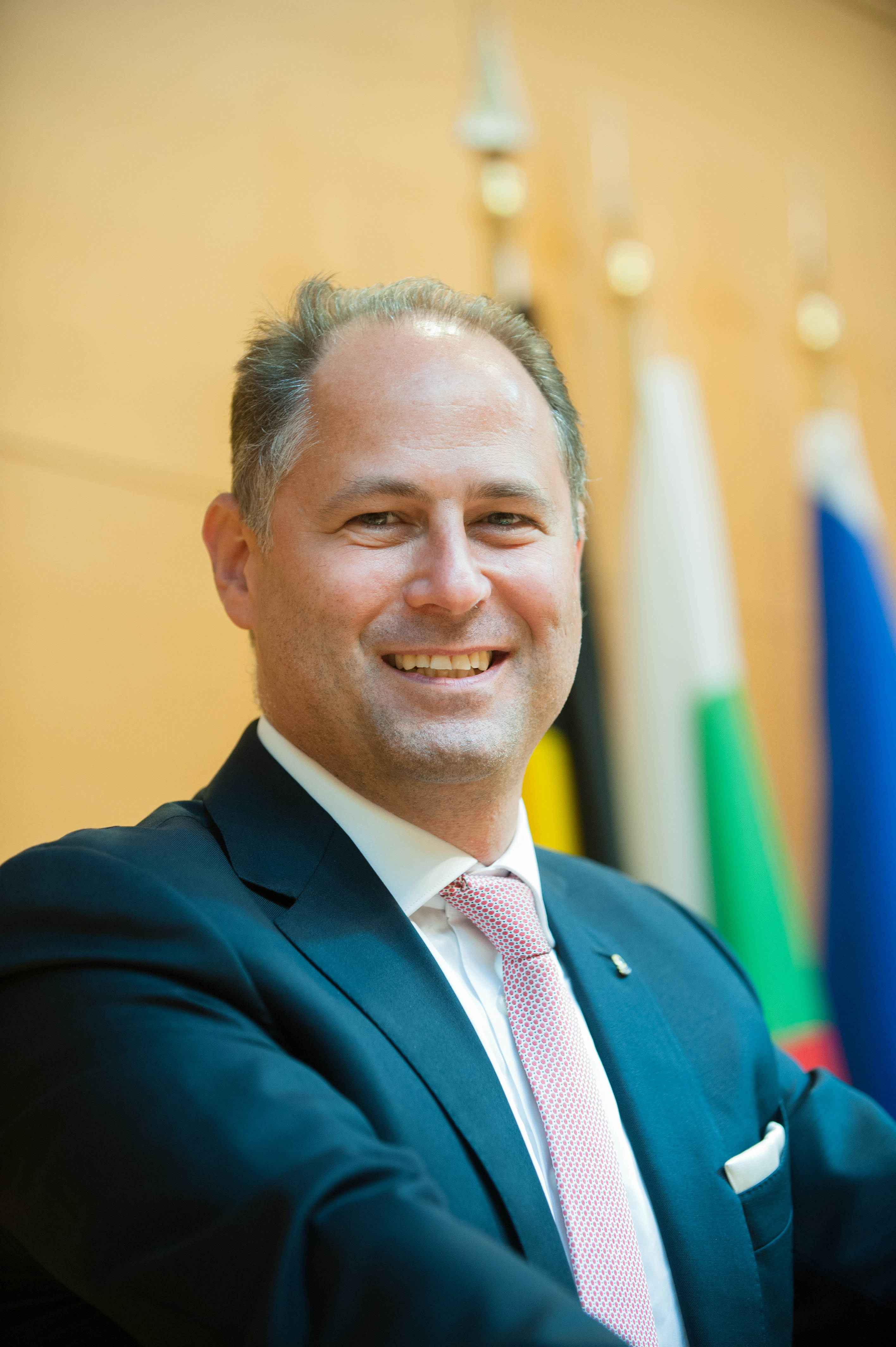
Daniel Grubeanu (* 1971)

- 1971: Daniel Grubeanu, deutscher Zahnarzt mit Behandlungs-, Lehr- und Forschungsschwerpunkten in Parodontologie und Implantologie
- 1971: Thomas Gergen, deutscher Rechtswissenschaftler und Professor
- 1972: Thomas Alsgaard, norwegischer Skilangläufer
- 1972: Sandra Alter, deutsche Fußballspielerin
- 1973: Eva Aariak, kanadische Inuit-Politikerin
- 1973: Éléonore Faucher, französische Filmregisseurin und Drehbuchautorin
- 1973: Tanya Streeter, US-amerikanisch-britische Tauchsportlerin
- 1973: Félix Trinidad, puerto-ricanischer Boxer
- 1974: Steve Marlet, französischer Fußballspieler
- 1974: Hrithik Roshan, indischer Schauspieler
- 1974: Sabrina Setlur, deutsche Hip-Hop-Sängerin
- 1975: Florian Ernst Kirner, deutscher Journalist und Liedermacher

#### 1976–2000
- 1976: Remy Bonjasky, niederländischer Muay Thai-Kämpfer
- 1976: Ian Poulter, englischer Golfer
- 1977: Axel Kromer, deutscher Handballspieler und -trainer
- 1977: Kathrin Kühnel, deutsche Schauspielerin
- 1977: Noel Malicdem, philippinischer Dartspieler
- 1977: Joris Van Hout, belgischer Fußballspieler
- 1978: Daniele Bracciali, italienischer Tennisspieler
- 1978: Ulrike Kaiser, Liechtensteiner Judoka
- 1978: Gavin McCann, englischer Fußballspieler
- 1978: Facundo Quiroga, argentinischer Fußballspieler
- 1978: Alan Soutar, schottischer Dartspieler
- 1978: Tanel Tein, estnischer Basketballspieler
- 1979: Hans Henrik Andreasen, dänischer Fußballspieler
- 1979: Maximilian Brückner, deutscher Schauspieler
- 1979: Edu, brasilianischer Fußballspieler
- 1979: Björn Rupprecht, deutscher Handballspieler und Handballtrainer
- 1979: Cash Warren, US-amerikanischer Filmproduzent
- 1980: Martin Busker, deutscher Filmregisseur
- 1980: Josef Reif, österreichischer Hornist

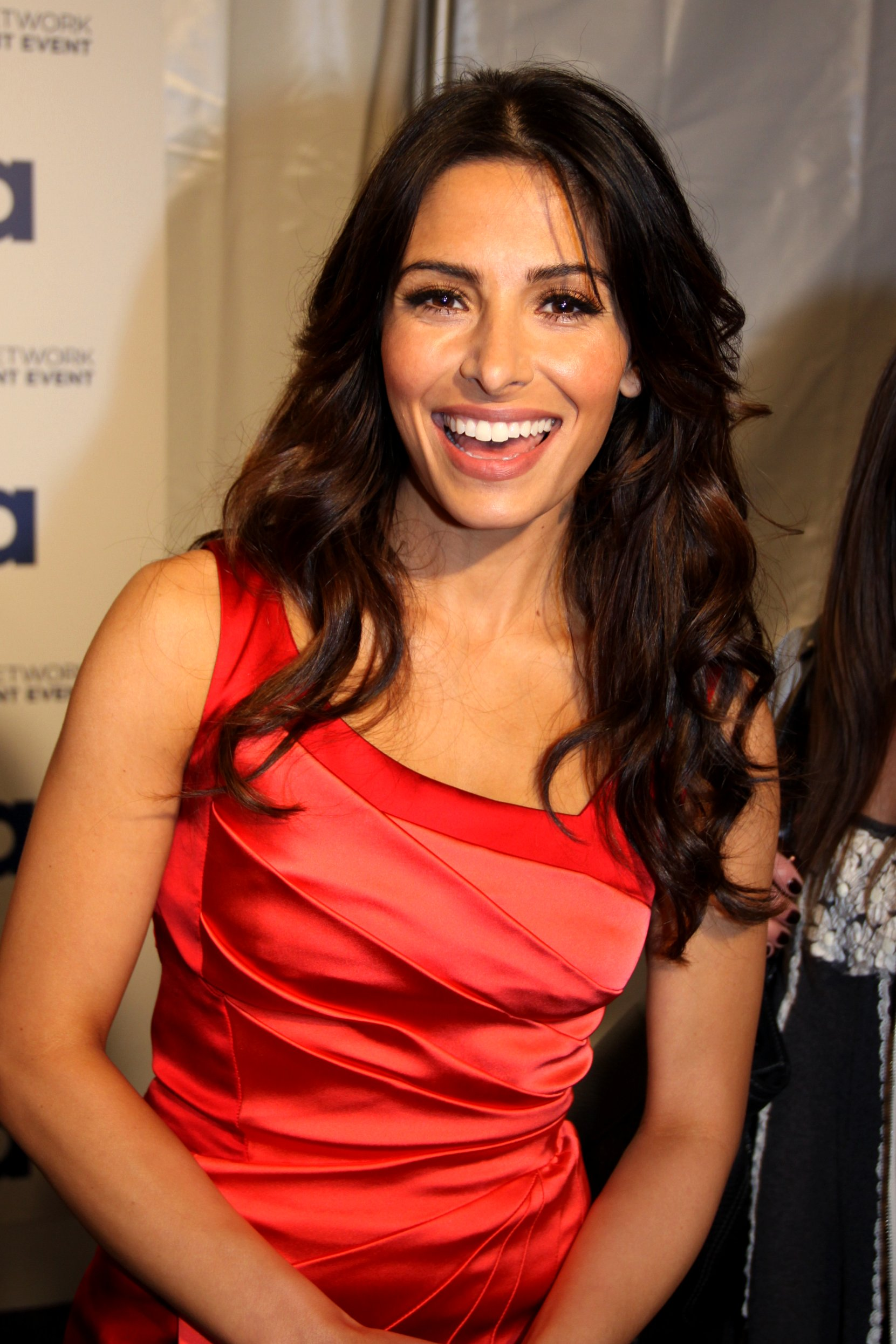
Sarah Shahi (* 1980)

- 1980: Sarah Shahi, US-amerikanische Schauspielerin
- 1980: Rastislav Staňa, slowakischer Eishockeytorwart
- 1981: David Aganzo, spanischer Fußballspieler
- 1981: Nasri Atweh, kanadischer Musiker und Musikproduzent
- 1981: Janina-Kristin Götz, deutsche Schwimmerin
- 1981: Jared Kushner, US-amerikanischer Immobilienentwickler, Medienunternehmer und Politikberater
- 1981: Kristinn Magnússon, isländischer Skirennläufer
- 1981: Hayden Roulston, neuseeländischer Radrennfahrer
- 1983: Li Nina, chinesische Freestyle-Skiläuferin
- 1984: Marouane Chamakh, marokkanischer Fußballspieler
- 1984: Nando Rafael, angolanisch-deutscher Fußballspieler
- 1984: Pierre Ragues, französischer Automobilrennfahrer
- 1985: Claudio Capéo, französischer Sänger und Akkordeonist
- 1985: Adrián Demoč, slowakischer Komponist
- 1985: James Hiller, deutscher Schriftsteller
- 1985: Anette Sagen, norwegische Skispringerin
- 1985: Christian Stucki, Schweizer Schwinger

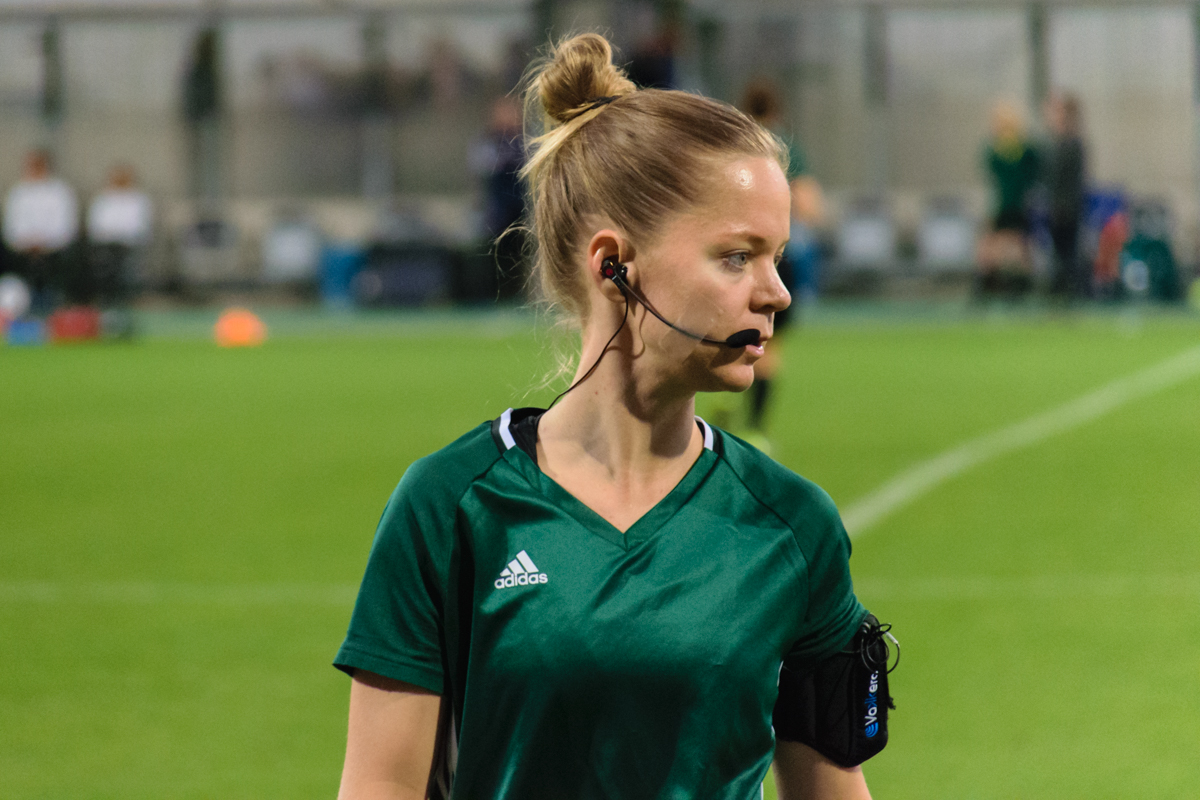
Katalin Török (* 1985)

- 1985: Katalin Török, ungarische Fußballschiedsrichterassistentin
- 1986: Jasmin Ouschan, österreichische Poolbillardspielerin
- 1986: Bernhard Schachner, österreichischer Fußballspieler
- 1987: Eyüp Kadri Ataoğlu, türkischer Fußballspieler

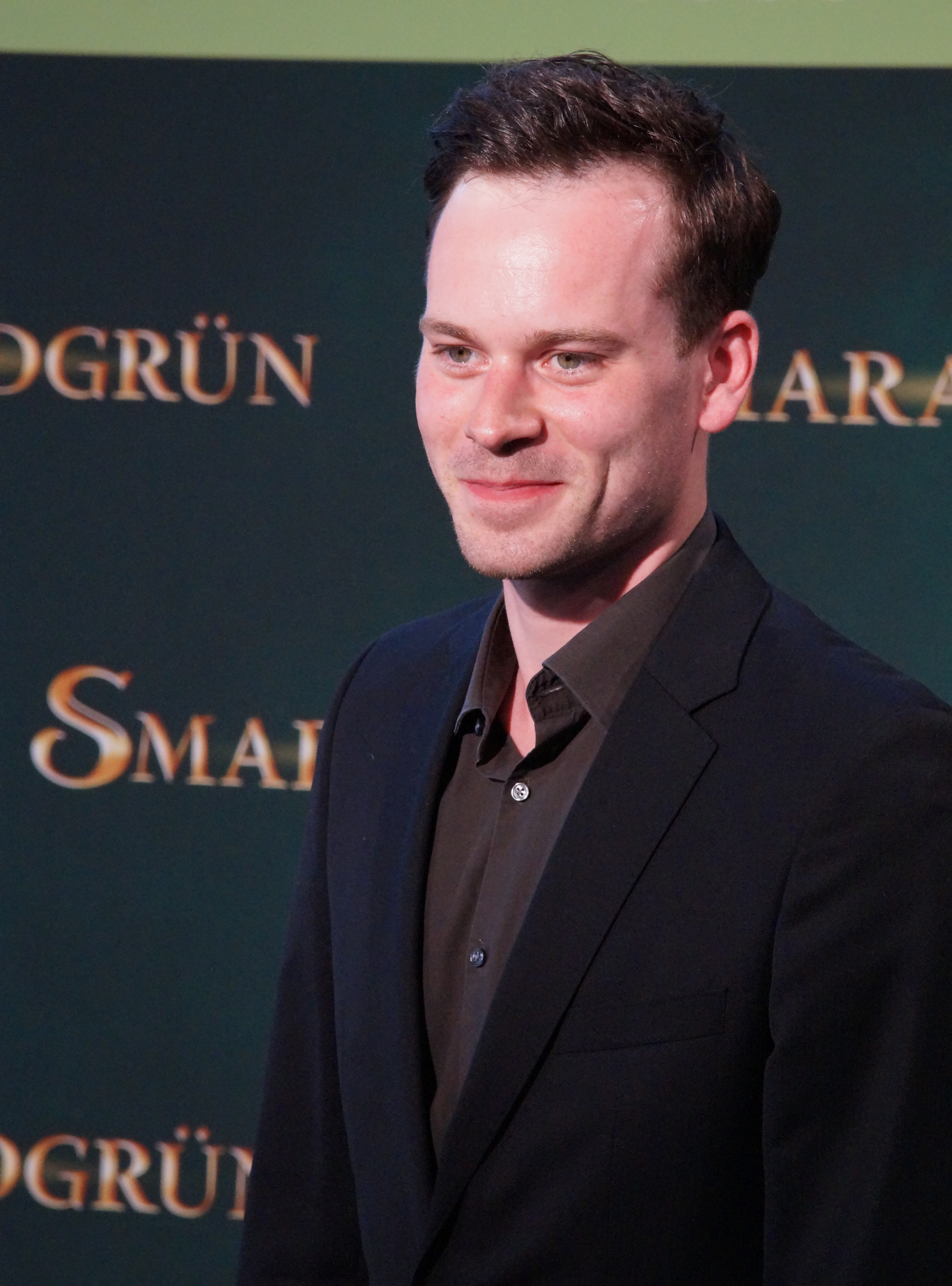
Florian Bartholomäi (* 1987)

- 1987: Florian Bartholomäi, deutscher Schauspieler
- 1987: Yoshitaka Kuroda, japanischer Automobilrennfahrer
- 1987: Daine Todd, kanadischer Eishockeyspieler
- 1988: Bamba Anderson, brasilianischer Fußballspieler
- 1988: Marvin Martin, französischer Fußballspieler
- 1988: Christian Zufelde, deutscher Handballspieler
- 1989: Jasmin Kurtić, slowenischer Fußballspieler
- 1989: Emily Meade, US-amerikanische Schauspielerin
- 1990: Mirko Bortolotti, italienischer Automobilrennfahrer
- 1990: John Carlson, US-amerikanischer Eishockeyspieler
- 1990: Fabian Grünwald, deutscher Grasskiläufer
- 1990: Mario Innauer, österreichischer Skispringer
- 1990: Josef Welzmüller, deutscher Fußballspieler
- 1990: Maximilian Welzmüller, deutscher Fußballspieler
- 1991: Clemens Fandrich, deutscher Fußballspieler
- 1992: Hannes van Asseldonk, niederländischer Automobilrennfahrer
- 1992: Christian Atsu Twasam, ghanaischer Fußballspieler
- 1992: Muhammet Demir, türkischer Fußballspieler
- 1992: Andreas Heimann, deutscher Schachspieler
- 1992: Jakub Holoubek, tschechischer Skeletonsportler
- 1992: Veronika Kettenbach, deutsche Volleyballspielerin
- 1992: Martin Kienzle, deutscher Handballspieler
- 1992: Lukas Pöstlberger, österreichischer Radrennfahrer
- 1992: Šime Vrsaljko, kroatischer Fußballspieler
- 1993ː Sophie Achermann, Schweizer Aktivistin und Frauenrechtlerin
- 1994: Mohammed Aman, äthiopischer Mittelstreckenläufer
- 1994: Florian Bilic, deutscher Politiker (CDU), Mitglied des Bundestages
- 1994: Faith Kipyegon, kenianische Mittel- und Langstreckenläuferin
- 1994: Jonas Omlin, Schweizer Fußballtorhüter
- 1995: Genevieve Cowie, australische Hürdenläuferin
- 1996: Andrea Migno, italienischer Motorradrennfahrer

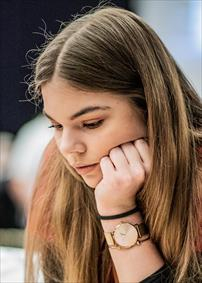
Sonja Maria Bluhm (* 1998)

- 1998: Sonja Maria Bluhm, deutsche Schachspielerin
- 1998: Khaled Mohssen, deutsch-libanesischer Fußballspieler
- 1998: Stefano Oldani, italienischer Radrennfahrer
- 1999: Lara Della Mea, italienische Skirennläuferin
- 1999: Annalena Rieke, deutsche Fußballspielerin
- 1999: Manuel Wintzheimer, deutscher Fußballspieler
- 1999: Mason Mount, englischer Fußballspieler

### 21. Jahrhundert
- 2002: Ansgar Knauff, deutscher Fußballspieler
- 2003: Nohan Kenneh, englisch-liberianischer Fußballspieler
- 2004: Kaitlyn Maher, US-amerikanische Sängerin

## Gestorben

### Vor dem 18. Jahrhundert
- 0417: Johannes II, Patriarch von Jerusalem
- 0681: Agatho, sizilianischer Mönch und Papst
- 0976: Johannes Tzimiskes, Kaiser des Byzantinischen Reichs
- 0987: Pietro Orseolo, Doge von Venedig
- 1030: Thietmar, Markgraf der Lausitz, Graf im Schwaben- und Nordthüringgau
- 1042: Anuschtegin ad-Duzbiri, Statthalter der Fatimiden in Palästina und Syrien
- 1055: Břetislav I., böhmischer Herzog aus dem Geschlecht der Přemysliden
- 1123: Robert Blouet, Lordkanzler von England
- 1152: Theobald der Große, Graf von Blois und Graf von der Champagne
- 1209: Wilhelm von Bourges, Erzbischof von Bourges
- 1218: Hugo I., König von Zypern
- 1266: Swantopolk II., Herzog von Pomerellen
- 1271: Otto II., deutscher Adliger, Graf von Geldern
- 1276: Papst Gregor X.
- 1292: Konrad von Himberg, Bischof von Chiemsee

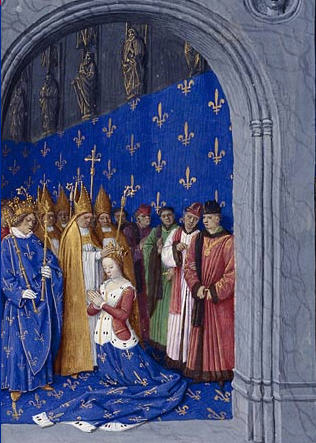
Maria of Brabant († 1321)

- 1321: Maria von Brabant, Königin von Frankreich
- 1405: Eleanor Maltravers, 2. Baroness Maltravers, englische Adelige
- 1418: Wilhelm II., Graf von Namur
- 1428: Anselm von Nenningen, Bischof von Augsburg
- 1440: Eustache Marcadé, französischer Geistlicher und Autor
- 1521: Fabrizio del Carretto, Großmeister des Johanniterordens auf Rhodos
- 1537: Maria Xipaguazin Moctezuma, aztekische Prinzessin, Ehefrau eines spanischen Conquistadors
- 1542: Gerhard Geldenhauer, niederländischer Humanist und Theologe
- 1576: Benedikt Burgauer, Schweizer Theologe und Reformator
- 1592: Christian Schütz, deutscher Theologe
- 1597: Anna Landmann, Opfer der Hexenverfolgungen in Hornburg
- 1598: Jacopino del Conte, italienischer Maler
- 1599: Pierre de Saint-Priest d’Épinac, Erzbischof von Lyon
- 1611: Peter Piscator, deutscher orientalischer Philologe und lutherischer Theologe
- 1613: Katharina Güschen, Opfer der Hexenverfolgung in Lustheide
- 1613: Christoph Andreas von Spaur, Bischof von Gurk und Bischof von Brixen
- 1626: Hans Berenberg, niederländischer Kaufmann und Gründer der Berenberg Bank
- 1642: Heinrich Höpfner, deutscher evangelisch-lutherischer Theologe und Hochschullehrer
- 1645: William Laud, englischer Erzbischof von Canterbury
- 1648: Stephan Bethlen, ungarischer Adliger, 1630 Fürst von Siebenbürgen
- 1652: Sebastian Schobinger, Schweizer Mediziner und Bürgermeister
- 1662: Honoré II., Fürst von Monaco
- 1674: Jacob de Witt, Stadtregent und Bürgermeister von Dordrecht
- 1677: Friedrich VI., deutscher Adliger, Markgraf von Baden
- 1689: Rudolph Wilhelm Krause der Ältere, deutscher Rechtswissenschaftler und Kanzler von Sachsen-Weimar
- 1691: Wolf Caspar von Klengel, deutscher Baumeister aus Dresden, gilt als Begründer der sächsischen Barockbaukunst

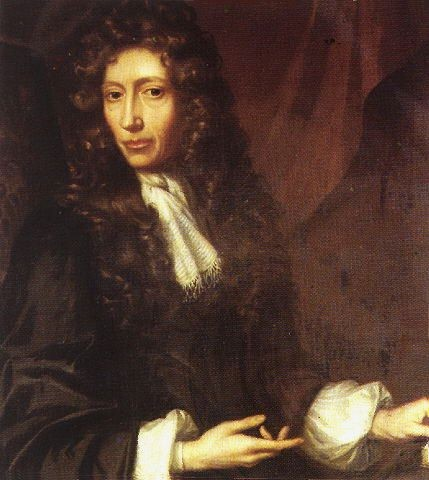
Robert Boyle († 1692)

- 1692: Robert Boyle, irischer Physiker und Chemiker

### 18. Jahrhundert
- 1705: Étienne Pavillon, französischer Jurist und Schriftsteller
- 1709: Peter Hotton, niederländischer Mediziner und Botaniker
- 1711: John Manners, 1. Duke of Rutland, englisch-britischer Peer und Politiker
- 1712: John Houblon, Gouverneur der Bank of England und Lord Mayor of London
- 1714: Constantin Ranst, niederländischer Kaufmann
- 1720: Ramon Perellos y Roccaful, Großmeister des Malteserordens
- 1724: Bénédict Pictet, Schweizer evangelischer Geistlicher und Hochschullehrer
- 1731: Johann Michael Lang, deutscher lutherischer Theologe, Geistlicher und Hochschullehrer
- 1736: Gottlieb Samuel Pristaff, deutscher Fälscher
- 1752: Paul Egell, deutscher Bildhauer und Stuckateur
- 1754: Edward Cave, englischer Drucker, Redaktor und Verleger
- 1755: Johann Jakob Marinoni, österreichischer Astronom
- 1760: Kyrillos VI. Tanas, melkitisch griechisch-katholischer Patriarch von Antiochia
- 1761: Edward Boscawen, britischer Admiral
- 1777: François de Cuvilliés der Jüngere, deutscher Baumeister
- 1778: Eva König, Ehefrau von Gotthold Ephraim Lessing
- 1778: Carl von Linné, schwedischer Naturwissenschaftler
- 1780: Francesco Antonio Vallotti, italienischer Komponist, Musiktheoretiker und Organist
- 1787: Friedrich Joachim Stengel, deutscher Baumeister
- 1789: James Mitchell Varnum, US-amerikanischer General
- 1791: Friedrich Ewald Ernst von Massow, deutscher Beamter
- 1792: Jean-Louis Laruette, französischer Komponist und Sänger
- 1792: Hans Joachim Steinmann, Bürgermeister von St. Gallen
- 1794: Georg Forster, deutscher Naturforscher, Journalist und Revolutionär

### 19. Jahrhundert
- 1800: Johan Wikmansson, schwedischer Komponist

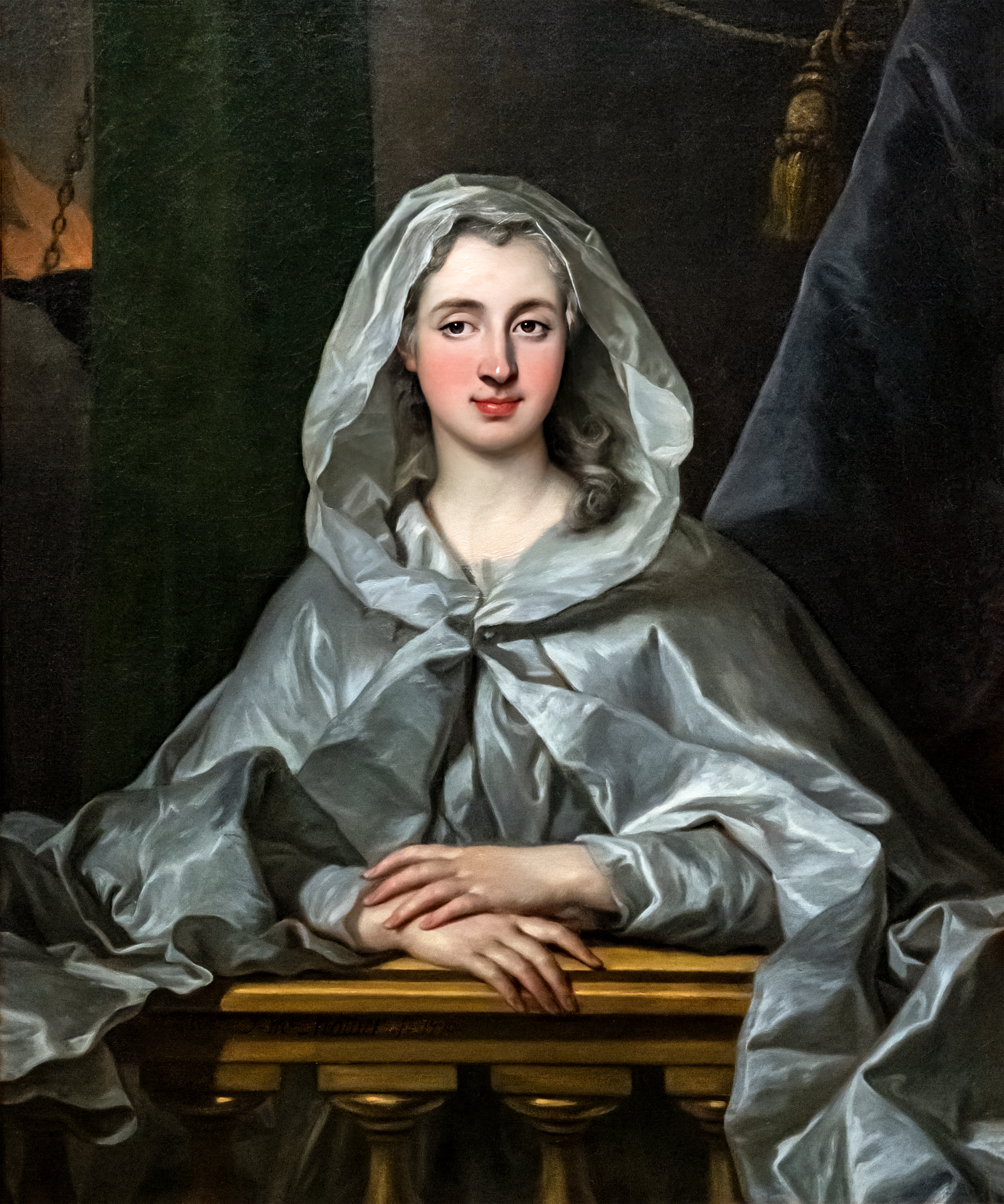
Bathilde d’Orléans († 1822)

- 1822: Bathilde d’Orléans, Fürstin von Condé
- 1824: Thomas Edward Bowdich, britischer Abenteurer, Autor und Zoologe
- 1824: Viktor Emanuel I., König von Sardinien-Piemont und Herzog von Savoyen
- 1825: Johann Christian Paulsen, deutscher Forstmann
- 1825: Engelhard Benjamin Schwickert, deutscher Verleger
- 1826: Christian Traugott Koch, deutscher Jurist und Politiker
- 1829: Carl Friedrich Heinze, deutscher Beamter und Hofrat
- 1832: Andrew Henry, US-amerikanischer Trapper und Pelzhändler
- 1837: Johannes Weitzel, deutscher Schriftsteller, Verleger und Bibliothekar
- 1843: Franz Seraphicus Schmid, römisch-katholischer Geistlicher und Autor
- 1844: Hudson Lowe, britischer General, Gouverneur von St. Helena
- 1851: Joseph Biles Anthony, US-amerikanischer Politiker
- 1852: Amir Kabir, persischer Politiker, Ministerpräsident und Reformer
- 1857: Bernhard Dreymann, deutscher Orgelbauer
- 1861: Leopold von Gerlach, preußischer General und Politiker

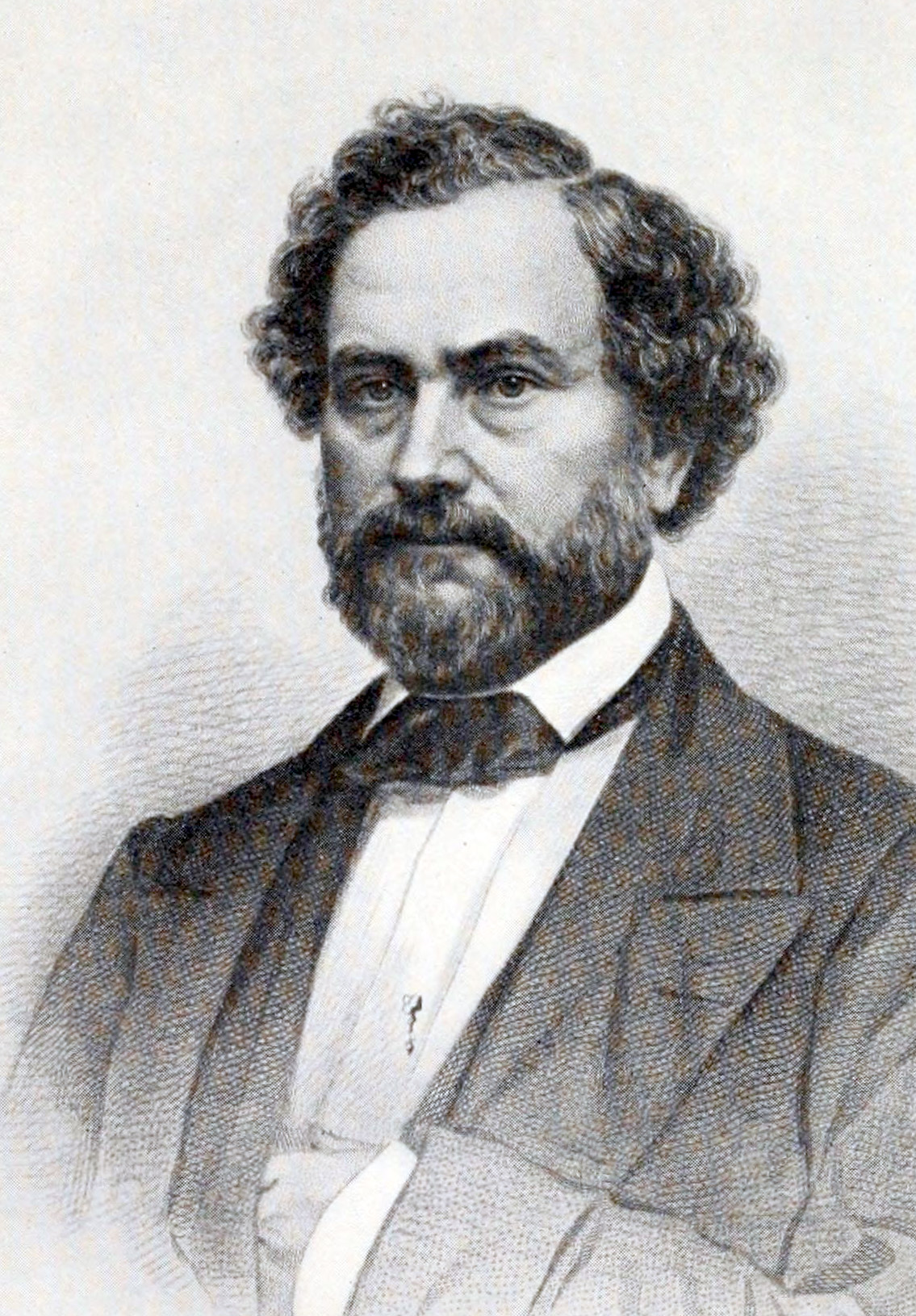
Samuel Colt († 1862)

- 1862: Samuel Colt, US-amerikanischer Erfinder und Industrieller
- 1868: Héli Freymond, Schweizer Straftäter
- 1868: Karol Szajnocha, polnischer Schriftsteller und Historiker
- 1869: John Cassin, US-amerikanischer Ornithologe
- 1870: Heinrich Gottlieb Kühn, deutscher Direktor der Königlichen Porzellanmanufaktur
- 1875: Jean Achille Deville, französischer Gelehrter
- 1877: Pietro Magni, italienischer Bildhauer
- 1878: William Stokes, irischer Internist
- 1879: Gustav Schleicher, deutsch-US-amerikanischer Ingenieur, Unternehmer und Politiker
- 1882: Giovanni Dupré, italienischer Bildhauer
- 1883: Samuel Mudd, US-amerikanischer Arzt und Politiker
- 1884: Philipp Hindermann, Schweizer Lehrer und Dichter in Baseldeutsch
- 1885: Alexei Sergejewitsch Uwarow, russischer Archäologe
- 1888: Jacques Amans, französischer Maler
- 1889: Martin Andreas Udbye, norwegischer Komponist und Organist
- 1890: Ignaz von Döllinger, deutscher Theologe
- 1890: Johann Baptist Reiter, österreichischer Porträt- und Genremaler
- 1892: Heinrich Dorn, deutscher Komponist, Dirigent und Musikdirektor
- 1893: Alexis André, kanadischer Priester und Missionar
- 1893: Carl Morgenstern, deutscher Landschaftsmaler
- 1895: Wilhelm Ferdinand Arndt, deutscher Historiker und Paläograf
- 1895: Benjamin Godard, französischer Komponist
- 1899: Albert Becker, deutscher Komponist

### 20. Jahrhundert

#### 1901–1950
- 1904: Alfred Emil Oskar Agster, deutscher Politiker
- 1904: Jean-Léon Gérôme, französischer Historienmaler
- 1905: Kārlis Baumanis, lettischer Komponist und Dichter
- 1906: Karl von Thielen, deutscher Politiker
- 1909: Eduard Scheve, deutscher Geistlicher, Begründer der evangelisch-freikirchlichen Diakonie
- 1910: Bertha Pabst-Ross, deutsche Malerin
- 1912: Werner Weber, Schweizer Unternehmer und Politiker

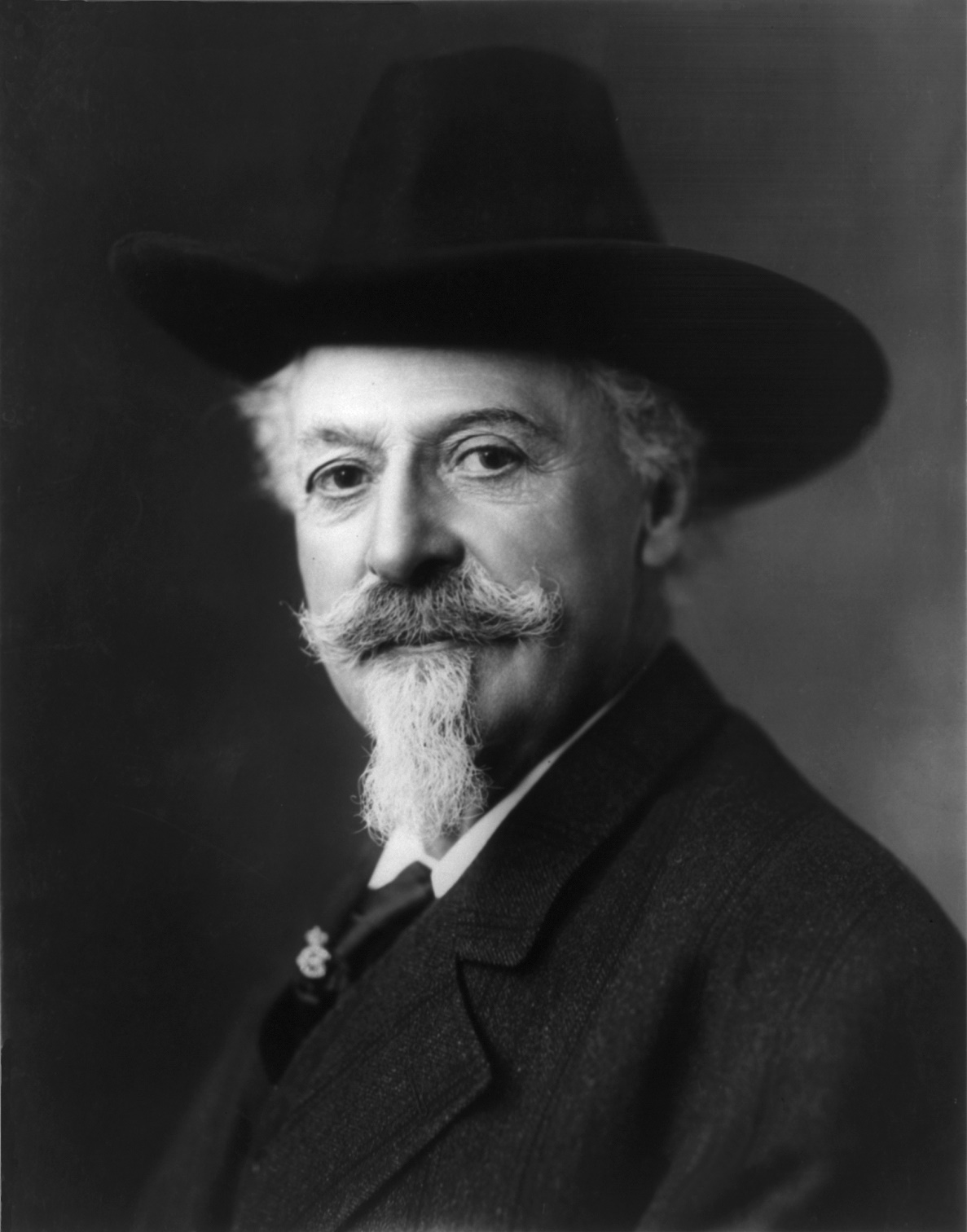
Buffalo Bill († 1917)

- 1917: Buffalo Bill, US-amerikanischer Büffeljäger
- 1918: Konstantin Jireček, tschechischer Diplomat, Historiker und Slawist
- 1918: August Oetker, deutscher Unternehmer, erfand das gebrauchsfähige Backpulver
- 1922: Ōkuma Shigenobu, japanischer Premierminister
- 1925: Adolf von Strümpell, deutscher Neurologe
- 1926: Eino Leino, finnischer Schriftsteller
- 1928: Ralph Aitken, schottischer Fußballspieler
- 1929: Julio Antonio Mella, kubanischer Studentenführer und Kommunist
- 1929: Karl von Škoda, böhmischer Generaldirektor der Škodawerke in Pilsen
- 1932: Robert Sterl, deutscher Maler
- 1934: Marinus van der Lubbe, niederländischer Arbeiter, vermuteter Brandstifter des Reichstagsbrands
- 1934: Vincenzo Ferroni, italienischer Komponist und Musikpädagoge
- 1934: Ilse Heller-Lazard, deutsch-schweizerische Malerin
- 1935: Edwin Flack, australischer Leichtathlet
- 1937: John Howard, kanadischer Leichtathlet

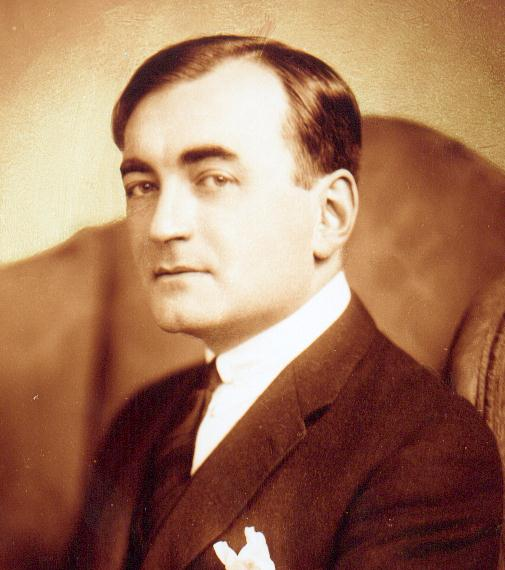
Franz Xaver Setzer († 1939)

- 1939: Franz Xaver Setzer, österreichischer Fotograf
- 1940: Alojzy Adamczyk, polnischer Widerstandskämpfer
- 1941: Frank Bridge, britischer Komponist
- 1941: Lenah Higbee, amerikanische Superintendentin des United States Navy Nurse Corps
- 1941: Kurt Zoege von Manteuffel, deutscher Kunsthistoriker
- 1941: Issai Schur, deutscher Mathematiker
- 1941: Johannes Biehle, deutscher Physiker, Glocken- und Orgelbauer
- 1945: Rudolf Borchardt, deutscher Schriftsteller und Übersetzer
- 1947: Arthur E. Andersen, US-amerikanischer Unternehmer
- 1947: Oda Sakunosuke, japanischer Schriftsteller
- 1949: Erich von Drygalski, deutscher Geograph, Geophysiker und Polarforscher
- 1949: Othon Friesz, französischer Maler
- 1949: Max Haller, Schweizer evangelischer Geistlicher und Hochschullehrer
- 1949: Francisco Soñé, dominikanischer Komponist, Musikpädagoge, Dirigent und Klarinettist

#### 1951–2000
- 1951: Tom Delahanty, US-amerikanischer Baseballspieler
- 1951: Stanisław Golachowski, polnischer Musikwissenschaftler und -pädagoge
- 1951: Sinclair Lewis, US-amerikanischer Schriftsteller
- 1951: Athos Palma, argentinischer Komponist und Musikpädagoge

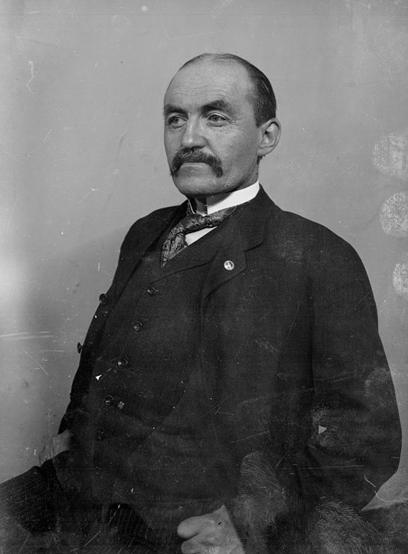
Honoré Jackson († 1952)

- 1952: Honoré Jackson, kanadischer Journalist
- 1953: Hans Aanrud, norwegischer Schriftsteller
- 1953: Theo Mackeben, deutscher Pianist, Dirigent und Komponist
- 1954: Fred Raymond, österreichischer Komponist
- 1956: Alfred Klotz, deutscher Altphilologe
- 1956: César Moro, peruanischer Lyriker und surrealistischer Maler

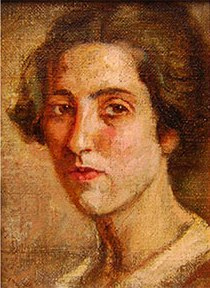
Gabriela Mistral († 1957)

- 1957: Gabriela Mistral, chilenische Dichterin und Diplomatin, Literaturnobelpreisträgerin
- 1959: Michael Grzimek, deutscher Tierfilmer
- 1959: Gustav Schröder, deutscher Kapitän
- 1960: Benno Elkan, deutscher Bildhauer
- 1961: Dashiell Hammett, US-amerikanischer Schriftsteller
- 1962: Ivo Schricker, deutscher Fußballspieler und -funktionär
- 1962: Hermann Freytag, deutscher Politiker
- 1963: Franz Planer, österreichischer Kameramann

- 1963: Tadeusz Szeligowski, polnischer Komponist und Musikpädagoge
- 1964: Johannes Hagge, deutscher Politiker
- 1965: Paul-Émile Corbeil, kanadischer Sänger und Gesangspädagoge, Rundfunkproduzent und Schauspieler
- 1966: Hermann Kasack, deutscher Schriftsteller und Dichter
- 1966: Lucien Virlouvet, französischer Automobilrennfahrer
- 1967: Karl Appel, österreichischer Politiker
- 1967: Charlotte Berend-Corinth, deutsche Malerin der Moderne
- 1967: Charles E. Burchfield, US-amerikanischer Maler
- 1967: Ludwig Engels, deutscher Schachmeister
- 1967: Peter Jacobs, deutscher Politiker, MdL und MdB
- 1967: Vilém Petrželka, tschechischer Komponist
- 1968: Toni Bauhofer, deutscher Automobil- und Motorradrennfahrer
- 1969: Olga Oelkers, deutsche Fechterin
- 1970: Pawel Iwanowitsch Beljajew, sowjetischer Kosmonaut

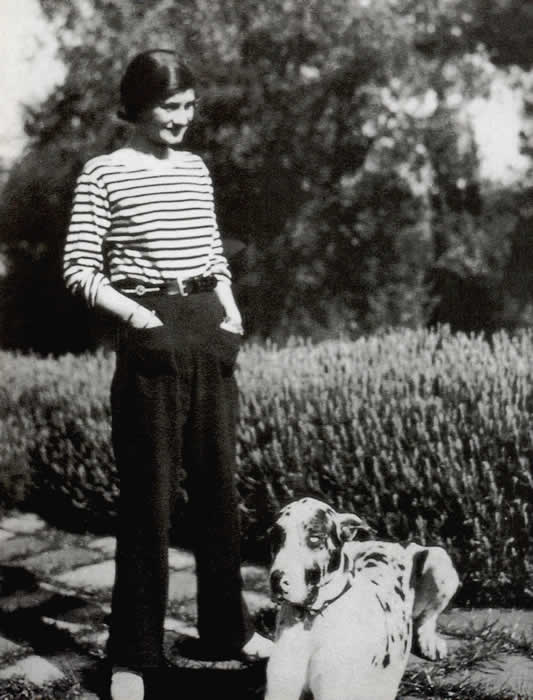
Coco Chanel († 1971)

- 1971: Coco Chanel, französische Modeschöpferin
- 1971: Karl Kurt Klein, deutscher Germanist
- 1972: Sverre Jordan, norwegischer Komponist
- 1974: Henriette Betty Elisabeth Heick, deutsche Malerin
- 1974: Martin Scherber, deutscher Komponist und Musikpädagoge
- 1975ː Maria Austria, niederländische Fotografin
- 1976: Lloyd McCollough, US-amerikanischer Rockabilly-Musiker
- 1976: Karl Heinz Möbius, deutscher Marinepfarrer
- 1976: Howlin’ Wolf, US-amerikanischer Blues-Musiker
- 1977: Günther Stoll, deutscher Schauspieler
- 1978: Don Gillis, US-amerikanischer Komponist, Dirigent und Lehrer
- 1978: Hartwig Steenken, deutscher Springreiter
- 1981: Richard Boone, US-amerikanischer Schauspieler
- 1981: Aleksander Marczewski, polnischer Komponist, Dirigent und Organist
- 1982: Lazar Weiner, US-amerikanischer Komponist und Chorleiter
- 1983: Carwyn James, walisischer Rugbyspieler und -trainer
- 1984: Lancelot Bosanquet, britischer Mathematiker

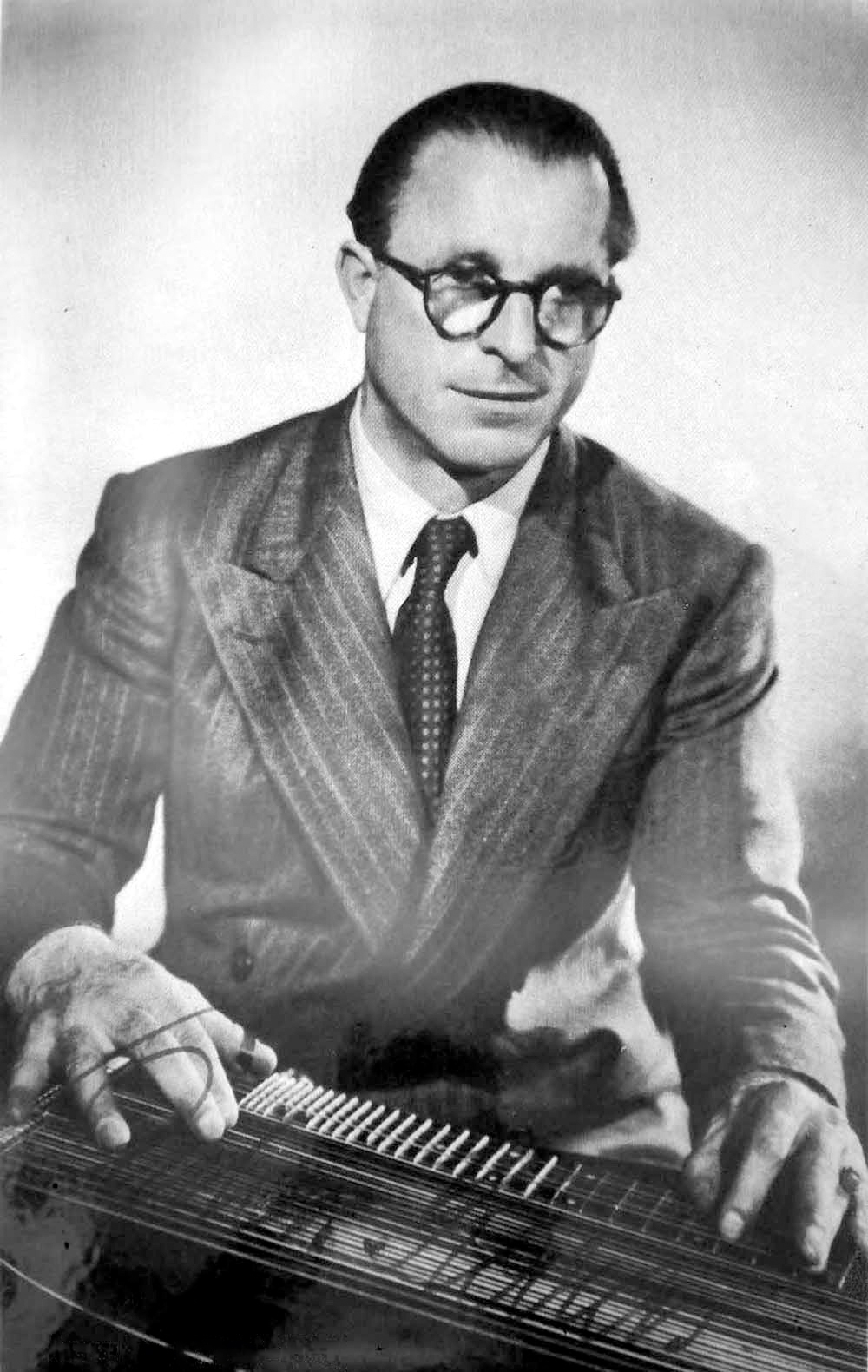
Anton Karas († 1985)

- 1985: Anton Karas, österreichischer Komponist und Musiker
- 1986: Ernst Angel, österreichisch-US-amerikanischer Dichter, Filmemacher und Psychologe
- 1986: Werner Augustiner, österreichischer Maler
- 1986: Joe Farrell, US-amerikanischer Jazzmusiker
- 1986: Emil Forrer, Schweizer Assyriologe, Altertumskundler und Hethitologe
- 1986: Ernst Lehner, deutscher Fußballspieler
- 1986: Jaroslav Seifert, tschechischer Dichter, Schriftsteller, Journalist und Übersetzer, Nobelpreisträger
- 1988: Hilde Bussmann, deutsche Tischtennisspielerin
- 1989: Luise Kraushaar, deutsche Historikerin und Widerstandskämpferin
- 1989: Herbert Morrison, US-amerikanischer Rundfunkreporter
- 1990: Ernst Engelbrecht-Greve, deutscher Politiker, MdB, MdEP, MdL und Landesminister
- 1990: Meta Menz, Ballettmeisterin und Solotänzerin
- 1991: Malte Jaeger, deutscher Schauspieler
- 1992: Roberto Bonomi, argentinischer Automobilrennfahrer
- 1992: Alexander Wilberg, österreichischer Politiker
- 1993: Günther Abendroth, deutscher Politiker
- 1994: Sven-Erik Bäck, schwedischer Komponist
- 1995: Roy Ashton, britischer Maskenbildner
- 1996: Ingeborg Alix von Oldenburg, deutsche Adelige und Mitglied des SS-Helferinnenkorps
- 1997: Darrell Arlynn Amyx, US-amerikanischer Klassischer Archäologe

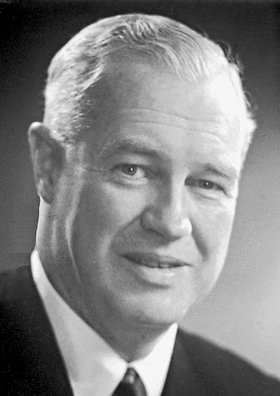
Alexander Todd († 1997)

- 1997: Alexander Robertus Todd, britischer Chemiker, Nobelpreisträger
- 1997: Sheldon Leonard, US-amerikanischer Film- und Fernseh-Produzent, Regisseur, Drehbuchautor und Schauspieler
- 1999: Primož Ramovš, slowenischer Komponist, Musikwissenschaftler und Bibliothekar
- 2000: John Newland, US-amerikanischer Schauspieler, Filmregisseur und -produzent

### 21. Jahrhundert
- 2001: Bryan Gregory, US-amerikanischer Musiker
- 2001: Arnold Kempkens, deutscher Komponist und Dirigent
- 2001: Freya Stephan-Kühn, deutsche Autorin und Pädagogin
- 2002: Günter Ortmann, deutscher Handballspieler
- 2003: C. Douglas Dillon, US-amerikanischer Politiker
- 2003: Julinho, brasilianischer Fußballspieler
- 2003: Wolfgang Kasack, deutscher Slawist
- 2003: Roman Suchecki, polnischer Cellist und Musikpädagoge
- 2004: Kira von Preußen, deutsche Adlige
- 2004: Spalding Gray, US-amerikanischer Schriftsteller und Schauspieler

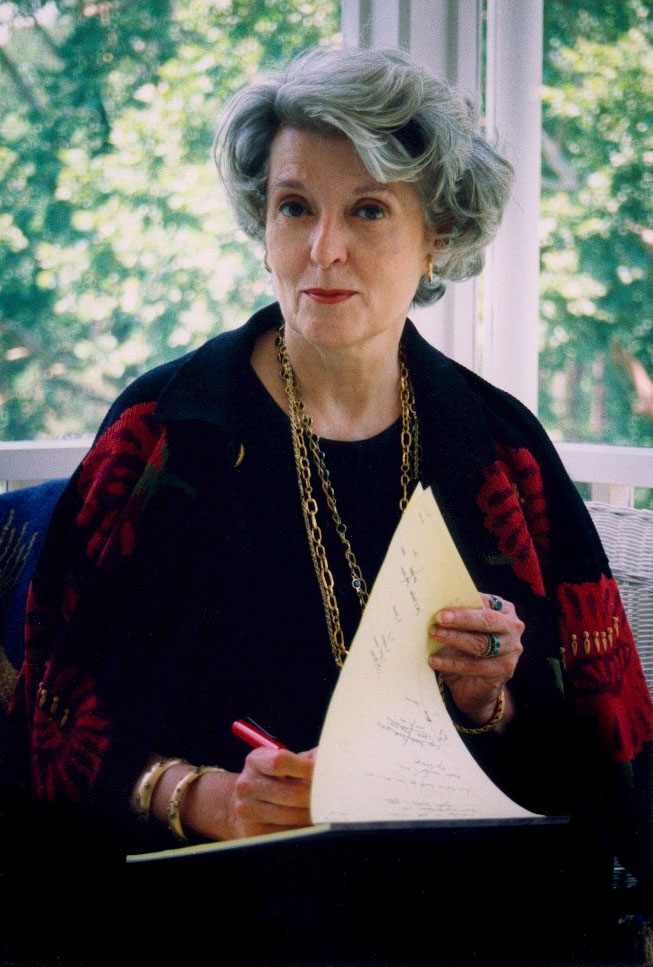
Alexandra Ripley († 2004)

- 2004: Alexandra Ripley, US-amerikanische Schriftstellerin
- 2005: Margherita Carosio, italienische Opernsängerin
- 2005: Spencer Dryden, US-amerikanischer Schlagzeuger
- 2005: James Forman, US-amerikanischer Bürgerrechtler

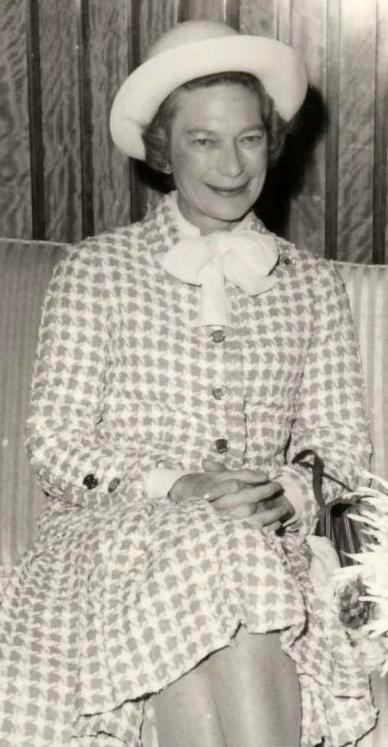
Josephine Charlotte von Belgien († 2005)

- 2005: Joséphine Charlotte von Belgien, luxemburgische Großherzogin
- 2005ː Gavrila Ignjatović, serbisch Äbtissin des Klosters Ravanica
- 2005: Helmut Losch, deutscher Gewichtheber
- 2005: Werner Quintens, belgischer Priester
- 2005: Jan Schotte, belgischer Theologe, Bischof und Kardinal
- 2006: Richard Sennels, dänischer Organist und Komponist
- 2007: Peter Kliemann, deutscher Journalist und Programmdirektor beim Hessischen Rundfunk
- 2007: Carlo Ponti, italienischer Filmproduzent
- 2007: Hermann Josef Spital, deutscher Theologe und Bischof von Trier
- 2008: Josef van Eimern, deutscher Forst- und Agrarmeteorologe
- 2008: Eduard Lasarew, moldauischer Komponist russischer Herkunft
- 2009: Dante Lavelli, US-amerikanischer American-Football-Spieler
- 2011: Liana Alexandra, rumänische Komponistin und Musikpädagogin
- 2011: María Elena Walsh, argentinische Schriftstellerin
- 2012: Thomas Höhle, deutscher Literaturwissenschaftler
- 2012: Mary Raftery, irische investigative Journalistin
- 2012: Geworg Wardanjan, sowjetischer Geheimagent
- 2013: Thomas Bourgin, französischer Motorradrennfahrer
- 2013: Peter Fitz, deutscher Schauspieler
- 2013: George Gruntz, Schweizer Jazzmusiker und Komponist
- 2013: Ursula Hill-Samelson, deutsche Mathematikerin und Informatikpionierin
- 2013: Claude Nobs, Schweizer Kulturmanager
- 2014: Maria-Viktoria Hasse, deutsche Mathematikerin
- 2015: Walter Berns, US-amerikanischer Rechts- und Politikwissenschaftler, Hochschullehrer und Philosoph
- 2015: Junior Malanda, belgischer Fußballspieler
- 2015: Francesco Rosi, italienischer Filmregisseur

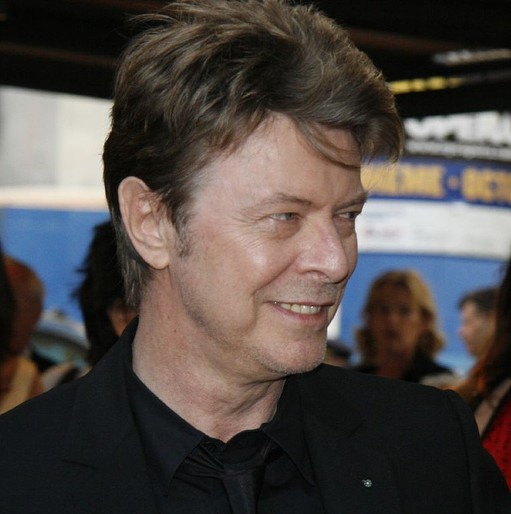
David Bowie († 2016)

- 2016: David Bowie, britischer Musiker und Sänger
- 2017: Horst Astroth, deutscher Geher
- 2017: Roman Herzog, deutscher Jurist, Politiker und Bundespräsident
- 2017: Oliver Smithies, britisch-amerikanischer Biochemiker und Nobelpreisträger
- 2018: Leopold Ahlsen, deutscher Schriftsteller und Dramatiker
- 2018: Eddie Clarke, britischer Rockmusiker (Motörhead)
- 2018: Tommy Lawrence, schottischer Fußballspieler
- 2019: Theo Adam, deutscher Opernsänger und -regisseur
- 2019: Ludwig Scharinger, österreichischer Bankenmanager
- 2020: Wolfgang Dauner, deutscher Musiker
- 2020: Jørgen Frantzen, dänischer Ruderer
- 2020: Guido Messina, italienischer Radrennfahrer
- 2020: Qabus ibn Said, omanischer Sultan
- 2021: Hubert Auriol, französischer Rallyefahrer
- 2021: Peter Blond, britischer Unternehmer und Automobilrennfahrer
- 2021: Bruno Ghedina, italienischer Eishockeyspieler
- 2021: Antonio Sabàto, italienischer Schauspieler
- 2022: Herbert Achternbusch, deutscher Filmemacher, Schriftsteller und Maler
- 2022: Wolodymyr Dolhow, sowjetischer Schwimmer
- 2022: Deon Lendore, Sprinter aus Trinidad und Tobago
- 2022: Nodar Mamissaschwili, georgischer Komponist, Musiktheoretiker und Hochschullehrer
- 2022: Alejandro Quiroz, mexikanischer Moderner Fünfkämpfer
- 2022: Olavi Rinteenpää, finnischer Hindernisläufer
- 2023: Jeff Beck, britischer Gitarrist
- 2023: Lothar Blumhagen, deutscher Schauspieler und Synchronsprecher
- 2023: Hermenegildo Candeias, portugiesischer Turner
- 2023: Walentyna Lutajewa, ukrainische Handballspielerin
- 2024: Tisa Farrow, US-amerikanische Schauspielerin
- 2024: Paul Günter, Schweizer Politiker
- 2024: Jennell Jaquays, US-amerikanische Computerspieledesignerin und Künstlerin
- 2025ː Jewgenija Wladimirowna Dobrowolskaja, russische Schauspielerin
- 2025: Wynand Havenga, südafrikanischer Dartspieler

## Feier- und Gedenktage
- Kirchliche Gedenktage
  - Hl. Karpus, Papylus und Agathonike, kleinasiatische Märtyrer, Karpus war möglicherweise Bischof von Gordos (evangelisch, der katholische Gedenktag ist am 13. April)
  - Hl. Paulus von Theben, ägyptischer Einsiedler, Wüstenvater und Schutzheiliger (katholisch)
- Namenstage
  - Gregor, Wilhelm
- Weitere Informationen zum Tag
  - Voodoo-Festtag in Benin

Weitere Einträge enthält die Liste von Gedenk- und Aktionstagen.